# さいたま新都心
さいたま新都心（さいたましんとしん、英: Saitama New Urban Center）は、埼玉県さいたま市にて東京都心機能の「新都心」となるべく企図された業務地区の名称。もともとは国鉄大宮操車場や片倉工業の工場であった。1990年代後半から大規模な再開発が行われ、官公庁の関東地方出先機関などが進出している。
なお、当地区の一部に含まれる同市中央区の町名として、新都心が使われている。

## 概要
東京都区部以外で首都を補完し、地域の中心となるべき都市「業務核都市」に旧浦和市・大宮市が指定されたことにより、両市および旧与野市にまたがって位置し、1984年（昭和59年）に機能を停止した国鉄大宮操車場の有効活用として、政府閣議決定により再開発・土地区画整理事業が行われたものである。
新都心整備事業では、「未来を担う新都心」にふさわしい都市基盤施設としてさいたま新都心駅、地上2階レベルで各施設を結ぶ歩行者デッキ、都市計画道路、区画街路、首都高速道路、ライフラインの共同溝、雨水の調整池などを重層・複合的に計画し、整備が進められた。
2000年（平成12年）5月5日に「街びらき」が行われて以降、埼玉県内でも有数のビジネス拠点となっている。さいたま市の都市計画マスタープランでは「大宮駅周辺・さいたま新都心周辺地区」として「浦和駅周辺地区」とともに都心に指定され、民間活力を利用した都市開発を推進するとされている。
南北に走る東日本旅客鉄道（JR東日本）京浜東北線、宇都宮線・高崎線、湘南新宿ラインを挟み、西側の地区（国鉄大宮操車場跡地周辺、同市中央区新都心）と東側の地区（片倉工業大宮製作所跡地周辺、さいたま市大宮区吉敷町四丁目）に分かれている。
西側地区には「さいたまスーパーアリーナ」・「けやきひろば」や、官民の高層ビルが立地する。「さいたま新都心合同庁舎」には、政府機関（中央官庁）の関東地方を管轄とするほとんどの出先機関（各省庁の地方支分部局）、ならびに甲信越地方を管轄とする一部の出先機関が設置されている。東側地区には大型ショッピングモール「コクーンシティ」が所在する（東側についての詳細はコクーンシティも参照）。
現在の「埼玉県さいたま市中央区新都心」とされている場所は、さいたま市が成立する以前は合併以前の旧浦和市、旧大宮市、旧与野市が入り組んでおり、新都心街びらき後も、2003年（平成15年）の政令指定都市移行までは上木崎一丁目、北袋町一丁目、吉敷町二丁目、錦町、上落合一丁目および大字上落合の各一部であった。
さいたま市の政令指定都市移行に伴い区が設置され、京浜東北線、宇都宮線・高崎線、湘南新宿ラインより西側の全区域が旧与野市域とともに中央区に編入され、東側は大宮区となった。また同時に、旧市の町名が混在していた西側地区が「さいたま市中央区新都心」に統一された。
計画概要
- 所在地：埼玉県さいたま市中央区新都心、大宮区吉敷町四丁目
- 事業手法：土地区画整理事業
- 事業主体：国、埼玉県、住宅・都市整備公団（現・都市再生機構）
- 開発面積：474,000 m2 (47.4 ha)（旧国鉄大宮操車場跡地24.9 ha、民間再開発予定地18.9 ha、道路等公有地3.6 ha）
- 延床面積：約1,800,000 m2
- 就業人口計画：約57,000人

## 街区

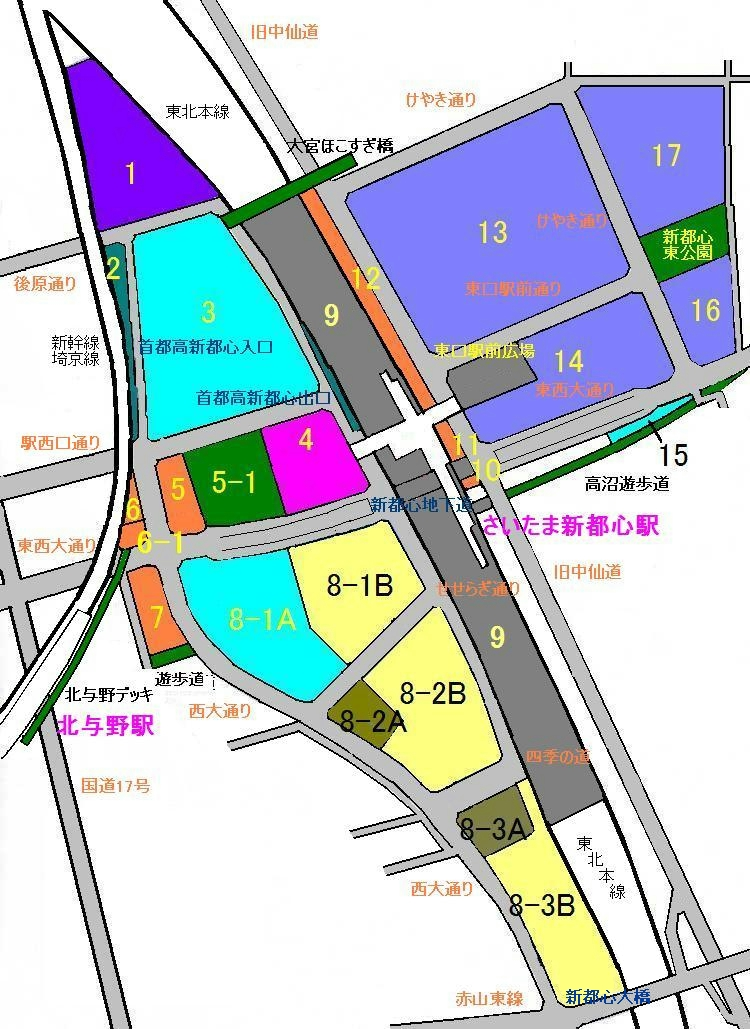
さいたま新都心

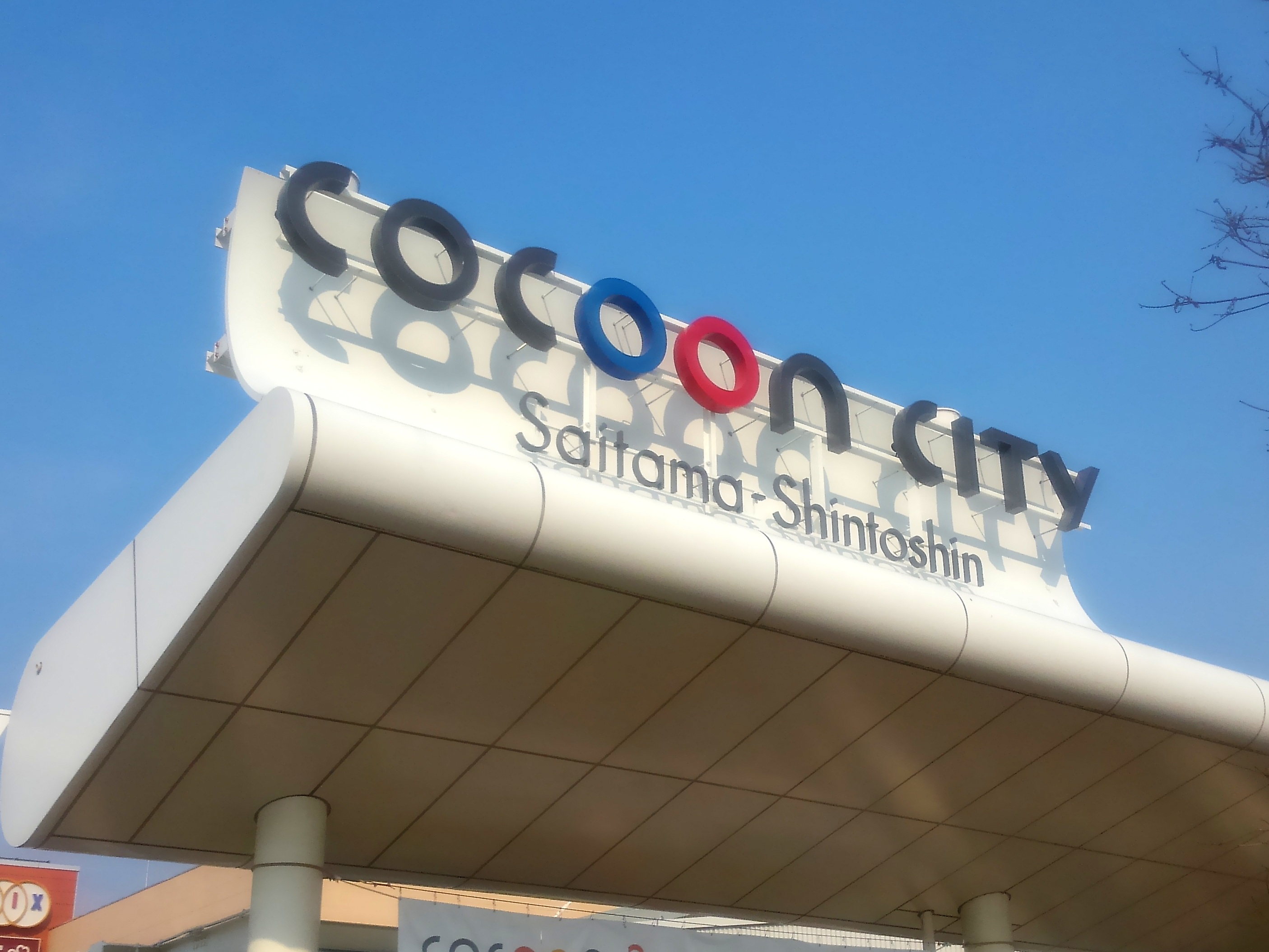
コクーンシティ

街区の位置と所在施設を解説する。太字は施設番号である。

### 西側
1街区
新都心の鉄道線路西側（旧大宮操車場）の最北端にある地区。東京ガスさいたま新都心地域冷暖房センター、クラリオン本社事務所・技術センター、首都高速道路新都心換気所が所在。
2街区
1街区と後原通り線を挟んで南側、3街区と新都市北通り線を挟んで西側の首都高速道路新都心入口と新幹線の高架に挟まれた狭い地区。
3街区
1街区と後原通り線を挟んで南側の地区。W-01：さいたまスーパーアリーナが所在。
4街区
3街区と西口駅前通線を挟んでの南東側の地区。地階の交通広場を基礎とし、W-03：NTTドコモさいたまビル（ビル部高さ99.9 m・地上18階地下3階、通信タワーを含めると218.5 m）、W-04：明治安田生命さいたま新都心ビル（愛称はランドアクシスタワー = L.Aタワー、高さ168.3 m・地上35階地下3階）、ランドアクシスガーデン、にぎわいモール（すべての施設をつなぐ人工地盤）、JR東日本のJRさいたま新都心ビル（高さ96.83 m・地上20階地下2階）（後述参照）が所在する。
5街区
4街区の西隣の地区。W-12：さいたまメディアウェーブ（NTT東日本さいたま新都心ビル）が所在。
5-1
広場街区とされ、W-02：「けやきひろば」が整備されている。
6街区
5街区と新都市南通線を挟んで西隣、新幹線と通りに挟まれた三角形の地区。6-1街区以外は駐車場となっている。
6-1
西口駅前通に面した地区で、W-13：小池ビルPorteが所在。けやきひろば、JR北与野駅とそれぞれ北与野デッキで結ばれている。
7街区
6街区と東西中央幹線を挟んで南側の、個人所有の小規模ビルが並ぶ地区。新都市南通線（東側）に面して北からW-14：FSKビル、W-16：ウェルクビル、駐車場、西側に北からフジコービル、W-15：Apias新都心、W-17：ミツエビル、エアフォルク（マンション）、駐車場、クラフト新都心マンション、W-18：新都心ファーストビル、W-19：林ビルが所在。
8街区
東西中央幹線を挟んで南側の地区。8-1から8-3まであり、それぞれがAとBに区分けされている。主にAが商業業務地区、Bが官公庁地区である。
8-1A
5街区と東西中央幹線を挟んで南側の地区。施設はさいたま赤十字病院・埼玉県立小児医療センター（後述）。
8-1B
4街区と東西中央幹線を挟んで南側の地区。W-05：さいたま新都心合同庁舎1号館（高さ153.9 m・地上31階地下3階、通信用アンテナは50 m）、「月のひろば」（公園）、浦和税務署（2014年11月に浦和区から移転）、インフォメーションセンター、レストランが所在。
8-2A
8-1Aと区画道路を挟んで南側の地区。W-08：ホテル「ブリランテ武蔵野」および「With you さいたま」（埼玉県男女共同参画推進センター）が所在。
8-2B
8-1Bと区画道路を挟んで南側の地区。W-06：さいたま新都心合同庁舎2号館（高さ138.7 m・地上26階地下2階、ヘリポート併設）とW-07：さいたま新都心合同庁舎検査棟、さいたま新都心合同庁舎厚生棟、「せせらぎの丘」（公園）が所在。
8-3A
8-2Bと区画道路を挟んで南側の地区。W-09：THE MARK GRAND HOTELが所在。
8-3B
8-3Aの南側の地区。W-10：さいたま新都心郵便局とW-11：日本郵政グループさいたまビル（旧さいたま新都心郵政庁舎、高さ129.8 m・地上28階地下1階）が所在。
9街区（東西中間）
さいたま新都心東西連絡路（大宮ほこすぎ橋）から区界までのJR鉄道用地。さいたま新都心駅が所在。

### 東側
10街区
新都心の鉄道線路東側のうち、旧中山道と9街区（鉄道用地）に挟まれた地区の南端。首都高速道路地下道の非常口がある。
11街区
10街区と道路上公地（東西中央幹線地下道の上、JR業務用駐車場と小公園）を挟んで北側の地区。E-04：キャピタルビル（武蔵野銀行ほか）および「まいにち広場」（定食屋）が所在。
12街区
11街区と駅デッキを挟んで北側の地区。個人所有の小規模ビルが並ぶ街区で、南からE-05：さいたま新都心駅東口ビル（飲食店）、E-06：マルキユービル（埼玉りそな銀行他）、E-07：ニューキャピタルビル、E-08：松井ビル、E-09：プリムローズ関口（関口ビル）、E-10：ニューセンチュリービル、駐車場、E-11：K・Jビル、E-12：すずらん館大宮、sanfalo shintoshin、E-13：東横インさいたま新都心店が所在。
13街区
「コクーンシティ」の大部分。旧中山道の東側、けやき通北線、けやき通東線、けやき通中央線に囲まれた地区。E-15：コクーン2、E-02：コクーン3、E-03：コクーンシティ パークサイドビル、E-14：コクーンシティの平面駐車場が所在するほか、けやき通北線に対面した旧カタクラ敷地に、自動車ディーラーのE-17：レクサスさいたま新都心・フォルクスワーゲンDUOさいたま新都心が所在。コクーン2は南側のコクーン1と、デッキ「コクーンブリッジ」で接続している。
14街区
13街区とけやき通中央線を挟んで南側の地区。「コクーンシティ」のうちE-01：コクーン1（旧コクーン新都心）が所在。デッキにより、駅や13街区の「コクーン2」、16街区の立体駐車場に接続している。地平には路線バス・タクシー乗り場、トイレがある。
15街区
14街区と東西中央幹線を挟んで南側。さいたま新都心駅東口自転車等駐車場が所在。
16街区
14街区とけやき通東線を挟んで東側の地区。コクーン1立体駐車場が所在。
17街区
16街区と新都心東広場（公共地区で街区ではない）を挟んで北側の地区。E-16：コクーンシティ住宅展示場およびSoftBankのネットワークセンターが所在。この他、区画道路に対面してE-18：「ガーデンヒルズ迎賓館」（結婚式場）と「コクーンアスレチックス」（フィットネスクラブ）がある。
※E-17・18は新都心の再開発区画外であるが、片倉の敷地内であるため案内では含まれている。

## 主な施設・公共整備

### 公共・文化
- W-01 さいたまスーパーアリーナ
- W-02 けやきひろば
- W-10 さいたま新都心郵便局
- 月のひろば（公園）
- せせらぎの丘（公園）
- 四季の道（区画道路のひとつ）
- 新都心東広場
- さいたま新都心駅（JR東日本）

### 業務
- W-03 NTTドコモさいたまビル

ビル部高さ99.9 m・地上18階地下3階、通信タワーを含めると218.5 m。ビル部にはNTTドコモ埼玉支店が入居しており、建物の半分はFOMAなど交換系の設備が入る。通信タワーは埼玉県域のNTTドコモの基地局やNTTドコモの各ノードビルとの通信を行っている。タワー部分の外装はアルミパネルを採用している。
- W-04 明治安田生命さいたま新都心ビル『ランド・アクシス・タワー』

高さ168.3 m・地上35階地下3階。略称はL.A.タワーで、駅自由通路直結のテナントオフィスビル。1階に交通広場を併設している。
- W-05 さいたま新都心合同庁舎1号館

高さ153.9 m・地上31階地下3階。L.A.タワーの南、新都心の中央に位置し、屋上に50 mの通信用アンテナを備える。
- JR東日本さいたま新都心ビル

高さ96.83 m・地上20階地下2階。地下に駐車場、1階に保育所「ココファン・ナーサリーさいたま新都心」（2017年5月1日に開園）、歩行者デッキのレベル（2 - 4階）に商業施設（同年5月17日に開業）、中層の5 - 10階に「ホテルメトロポリタンさいたま新都心」（同年6月13日開業）、高層の11 - 18階にオフィス（プロジェクト参画の大和ハウス等が入居）、最高層の19・20階にブライダル施設「ラグナヴェール SkyTerrace」を配する。
- W-06 さいたま新都心合同庁舎2号館

高さ138.7 m・地上26階地下2階。屋上に直径40 mの緊急用ヘリポートを備える26階建ての高層ビル。1号館と同様のデザインになっている。
- W-11 日本郵政グループさいたまビル

129.8 m・地上28階地下1階。与野駅にほど近い新都心の南端に位置する。外壁に暖色のパネルを採用した、特徴ある高層ビル。
- W-12 NTT東日本さいたま新都心ビル『さいたまメディアウェーブ』
- クラリオン本社事務所・技術センター

### 商業
- コクーンシティ
  - E-01 コクーン1
  - E-02 コクーン3
  - E-03 パークサイドビル
  - E-14 コクーンシティの平面駐車場
  - E-15 コクーン2

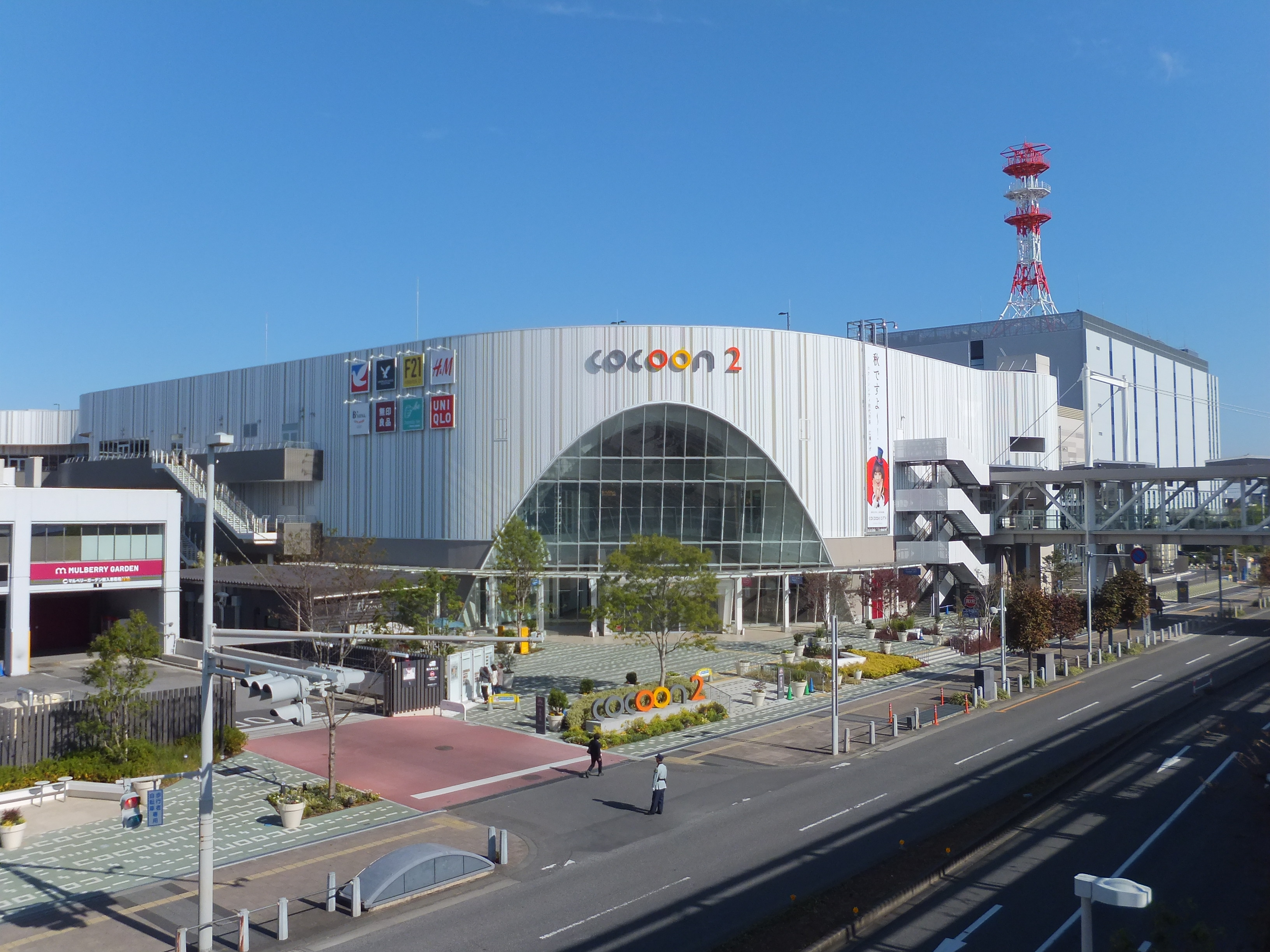
コクーン2

  - E-16 さいたま新都心コクーンシティ住宅展示場

### 宿泊
- W-08 ホテル『ブリランテ武蔵野』（埼玉県公立学校共済組合宿泊施設）
- W-09 THE MARK GRAND HOTEL（旧・簡易保険総合健康推進センター ラフレさいたま。いわゆる「かんぽの宿」の一つであった）
- ホテルメトロポリタンさいたま新都心（JR東日本ホテルズ）
- E-13 東横インさいたま新都心店

### 医療
- さいたま赤十字病院
- 埼玉県立小児医療センター
- 虎の門病院さいたま診療所（合同庁舎2号館内）

### 行政機関
中央省庁の主に関東地方を管轄する地方支分部局が同地に集積している。例外として、関東総合通信局、関東信越厚生局の麻薬取締部、東京地方検察庁の特別捜査部などが、東京千代田区九段南の合同庁舎に入居している。また、さいたま地方法務局やさいたま地方検察庁などはさいたま法務総合庁舎にある。その他、浦和地方合同庁舎、横浜第二合同庁舎なども参照。
法務省
- 東京矯正管区（合同庁舎2号館）
- 関東地方更生保護委員会（合同庁舎2号館）

厚生労働省
- 関東信越厚生局（合同庁舎1号館）[注釈 1]
- 埼玉労働局（明治安田生命さいたま新都心ビル）

財務省
- 関東財務局（合同庁舎1号館）
- 関東信越国税局（合同庁舎1号館）[注釈 2]
  - 浦和税務署（合同庁舎1号館）
- 関東信越国税不服審判所（合同庁舎1号館）

警察庁
- 関東管区警察局（合同庁舎2号館）

防衛省
- 北関東防衛局（合同庁舎2号館）

総務省
- 関東管区行政評価局（合同庁舎1号館）

農林水産省
- 関東農政局（合同庁舎2号館）
- さいたま統計・情報センター（合同庁舎2号館）
- 独立行政法人農林水産消費安全技術センター（検査棟）

経済産業省
- 関東経済産業局（合同庁舎1号館）
- 関東東北産業保安監督部（合同庁舎1号館）

国土交通省
- 関東地方整備局（合同庁舎2号館）
- 独立行政法人水資源機構（明治安田生命さいたま新都心ビル）

環境省
- 関東地方環境事務所（合同庁舎1号館）

人事院
- 関東事務局（合同庁舎1号館）

### 都市計画道路

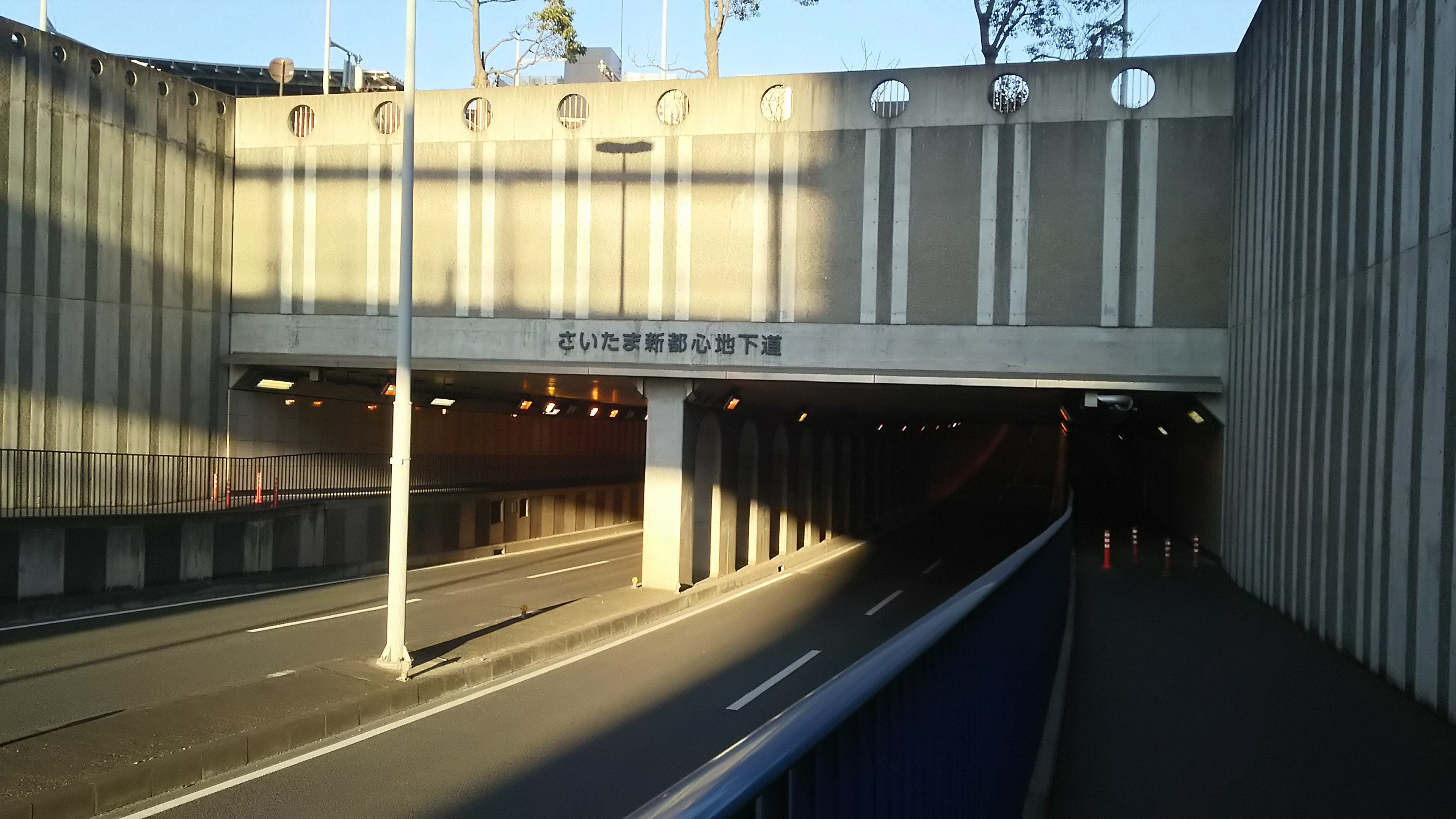
さいたま新都心地下道

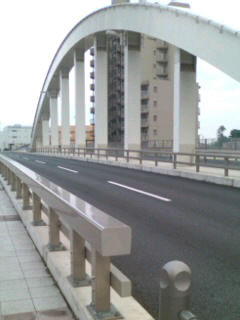
新都心大橋

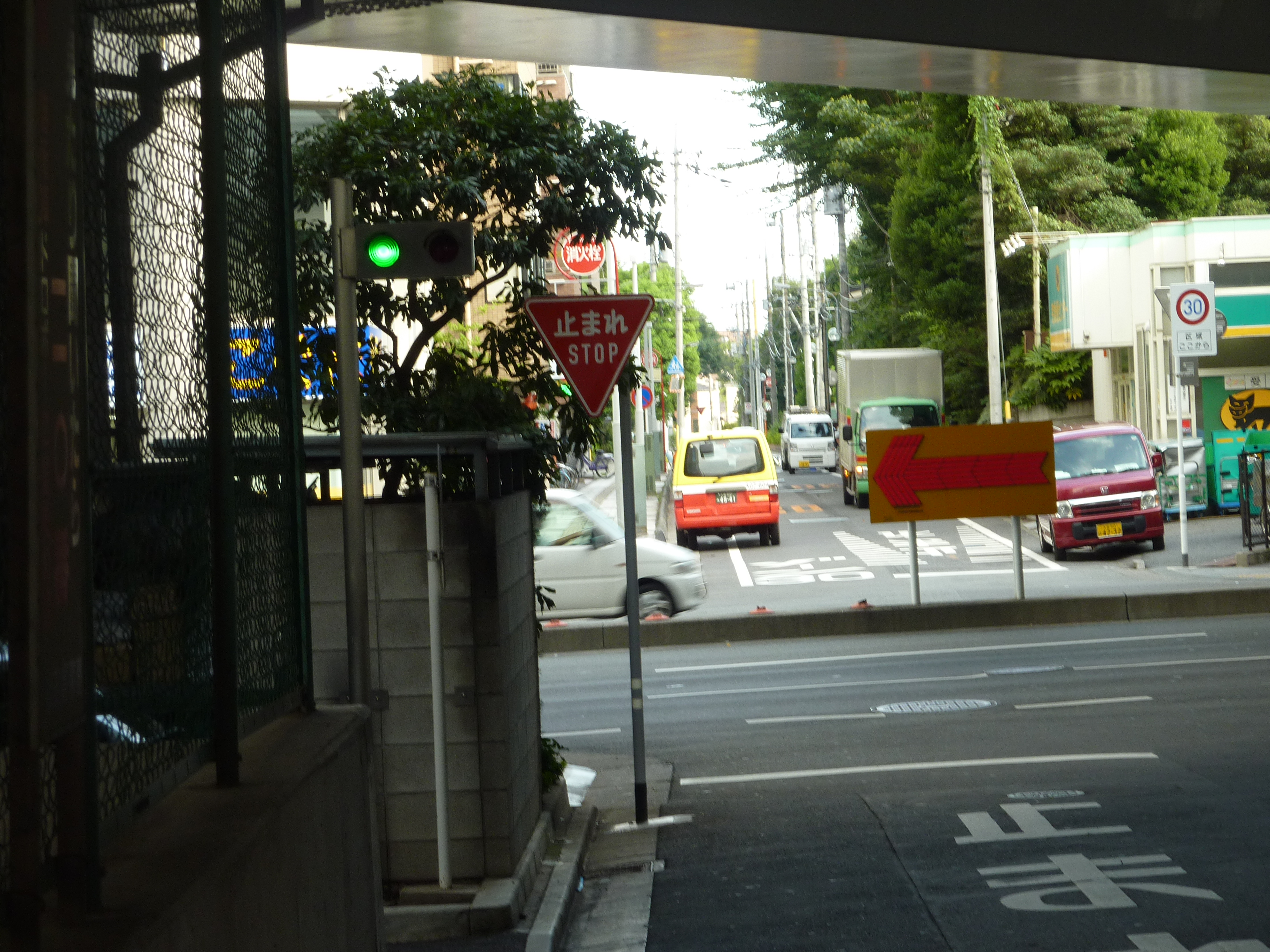
2020年東京五輪開催に向けて英語が併記された一時停止標識（さいたまスーパーアリーナ、北与野駅付近。交差する道路は東西大通り）

街区を分ける各道路は、ほとんどが完成4車線（一部暫定）で整備されており、ライフラインの地下共同溝および雨水貯水槽も道路地下に建設された。また同時に、新都心周辺の国道・県道・市道の拡幅整備と共同溝整備が進められている。
- 高速埼玉東西連絡道路（首都高速埼玉新都心線）
- 国道17号（与野大宮道路区間[4]、通称は「中山道」）
- 中山道（埼玉県道164号鴻巣桶川さいたま線、通称は「旧中山道」）
- 赤山東線（埼玉県道159号さいたま北袋線、通称は「赤山東通り」、陸橋は新都心大橋）
- 新都市南通り線（西大通り）
- 南大通東線
- 東西中央幹線（埼玉県道56号さいたまふじみ野所沢線、通称は「東西大通り」、地下道の名称は「新都心地下道」）
- けやき通北線（けやき通り）
- けやき通東線（けやき通り）
- けやき通中央線（東口駅前通り）
- 八幡通り線（埼玉県道215号宗岡さいたま線、通称は「八幡通り」）
- さいたま新都心駅西口駅前通り線（駅西口通り）
- 後原通り線（後原通り・ふじ通り）
- 新都市北通り線
- さいたま新都心東西連絡路（大宮ほこすぎ橋）

### デッキ

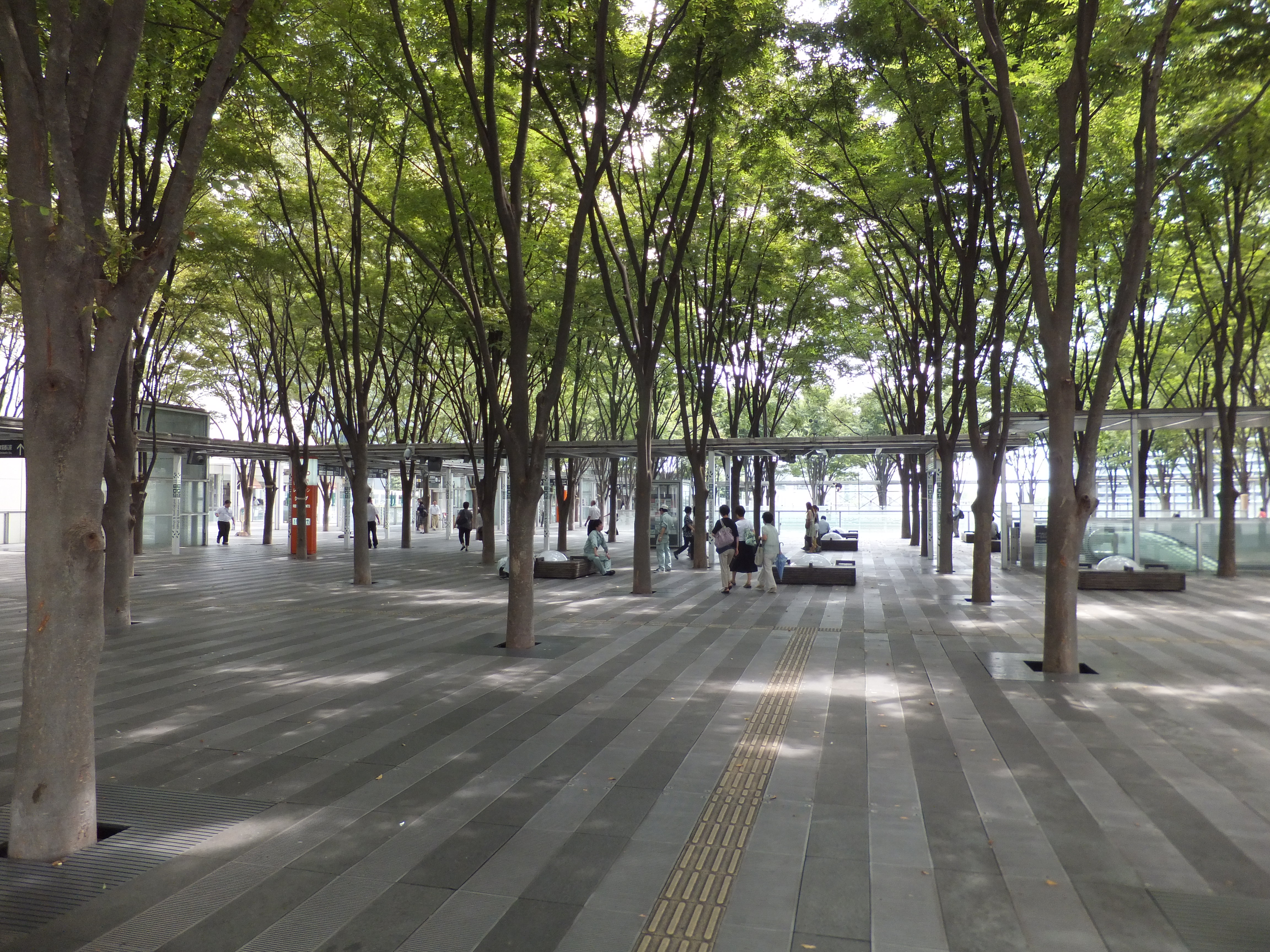
けやきひろば

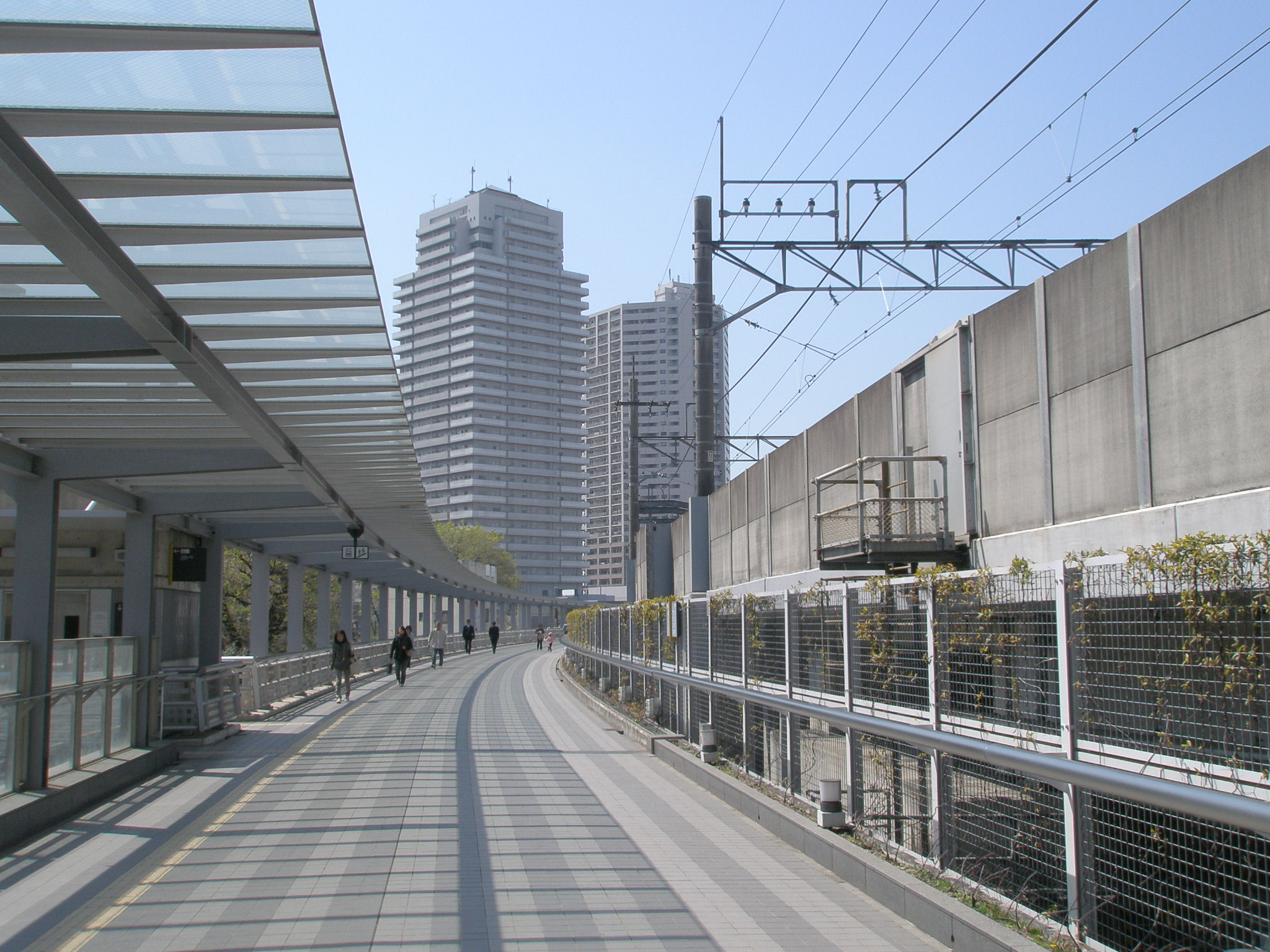
北与野デッキ

さいたま新都心の各主要施設は、2階レベルで設置された人工地盤およびペデストリアンデッキ（歩行者回廊）で結ばれており、新都心の特徴のひとつになっている。
デッキは南北方向に「大宮ほこすぎ橋」から「さいたまスーパーアリーナ」の外周、「けやきひろば」を経て、「ランドアクシスタワー」、合同庁舎1号館・2号館・検査棟、「ブリランテ武蔵野」、「ラフレさいたま」、さいたま新都心郵便局、日本郵政さいたまビルまでを結んでおり、1街区から8-3街区まで地上の道路を歩かずに通行できる。また東西方向には、「けやきひろば」からさいたま新都心駅を経て「コクーンシティ」・コクーン1駐車場のある16街区まで、および北与野駅まで北与野デッキが延びており、新都心の街区のほとんどを網羅する空中回廊を形成している。
街区内の公園である地上の「月のひろば」「せせらぎの丘」とは一体化している。デッキや通路、これらの公園には、「アートの街さいたま」を目指して、彫刻等の様々なアートが屋外展示されている。
ほとんどのデッキには部分的に屋根が設けられており、雨天でも傘を差さずに歩けると同時に、デッキのすべてを屋根で覆わないことで、開放的に作られている。また一部の歩行者通路はビルと一体化している。要所には地上とを結ぶ階段の他エレベーターが設置されている。
このデッキは、2001年にグッドデザイン賞受賞。
さいたま新都心東西連絡路「大宮ほこすぎ橋」は、土木学会デザイン賞 2003 優秀賞を受賞。

## 沿革

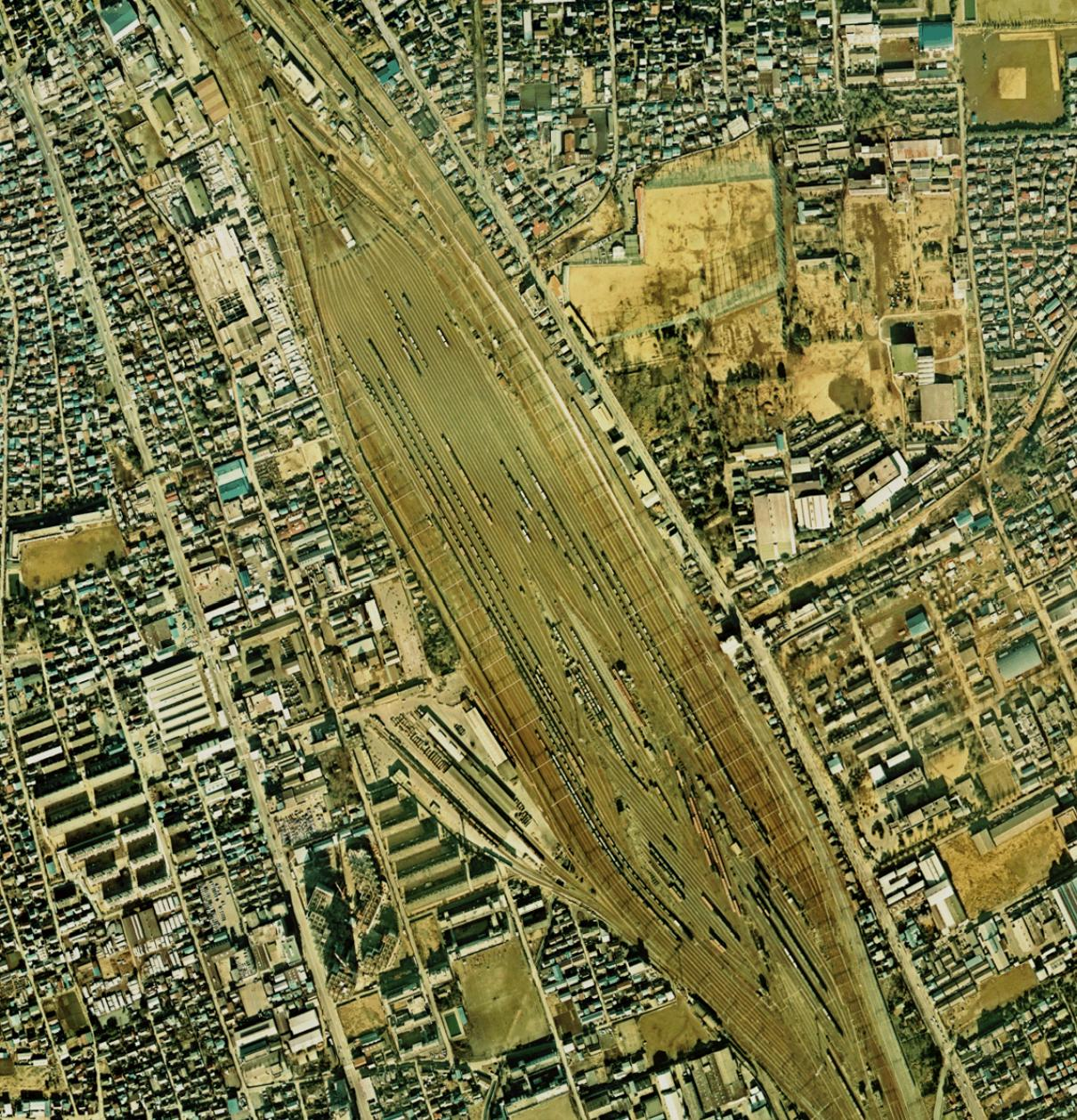
1974年の大宮操車場。

- 1986年（昭和61年）6月 - 浦和市と大宮市が、業務核都市に指定される。
- 1988年（昭和63年）6月14日 - 大都市地域の秩序ある整備を推進するため、多極分散型国土形成促進法が施行される。
- 1989年（平成元年）8月 - 当地区への政府機関の移転を決定。
- 1991年（平成3年）11月 - 着工。地区愛称を「YOUR-S360（ユアースサンロクマル）」に決定。
- 1998年（平成10年） - 8-1A街区（現：さいたま赤十字病院・埼玉県立小児医療センター敷地）にて県が高さ531 mの超高層ビルの建設構想を発表。その後景気低迷で実現せず、まちびらき後も、臨時駐車場とされてきた。
- 1999年（平成11年）
  - 4月 - 地区名称を「さいたま新都心」に決定。
  - 6月 - 「さいたま新都心街びらき記念事業実行準備委員会」（会長：土屋義彦埼玉県知事〈当時〉）にて、街開きを2000年5月5日に正式決定。
  - 8月 - 12月 - 与野市の小中学生や一般市民、経団連の会長奥田碩、名誉会長豊田章一郎、東京都知事石原慎太郎などが訪れ、建設途中のさいたまスーパーアリーナなどの見学・視察を行う。
- 2000年（平成12年）
  - 2月 - 西大通りやふじ通り、東西大通りの一部が開通。東京・大手町、霞が関などの各庁舎からさいたま新都心の合同庁舎・郵政庁舎へ移転作業が進められる。
  - 4月1日 - さいたま新都心駅が開業。
  - 4月24日 - さいたま新都心郵便局が開局。
  - 5月5日 - 街開き式典が行われる。
  - 9月 - さいたまスーパーアリーナ、簡易保険加入者福祉施設「ラフレさいたま」、けやきひろばなどがオープン。
  - 10月 - さいたまスーパーアリーナ内に「ジョン・レノン・ミュージアム」がオープン。
- 2001年（平成13年）
  - 3月 - 大宮ほこすぎ橋（さいたま新都心東西連絡路）の供用開始。
  - 4月 - NTTドコモさいたまビルオープン。
  - 5月1日 - 浦和市・大宮市・与野市が合併し、さいたま市が発足。
- 2002年（平成14年）3月 - 明治生命さいたま新都心ビル（現・明治安田生命さいたま新都心ビル）がオープン。
- 2003年（平成15年）
  - 4月1日 - さいたま市が政令指定都市に移行。また、さいたま新都心土地区画整理事業の換地処分が前日に行われた[6]ことに伴い、町名地番変更が行われ、上木崎一丁目・吉敷町二丁目・北袋町一丁目・錦町・上落合一丁目・大字上落合の各一部から中央区新都心が成立[3]。
  - 7月 - さいたま新都心全域が、「さいたま新都心駅周辺地域」の名称で都市再生特別措置法に基づく都市再生緊急整備地域に指定される。
- 2004年（平成16年）
  - 5月26日 - 首都高速道路埼玉新都心線与野ジャンクション - 新都心出入口間開通。
  - 7月 - NTT東日本さいたま新都心ビルオープン。
  - 9月17日 - 「コクーン新都心」（現・コクーン1）がオープン。
- 2006年（平成18年）8月4日 - 首都高速埼玉新都心線新都心出入口 - さいたま見沼出入口間開通。新都心西出入口のさいたま見沼方面出入口が供用開始。
- 2007年（平成19年）8月20日 - クラリオン株式会社の本社事務所が埼玉県戸田市から移転。
- 2009年（平成21年）3月29日 - 赤山東線・新都心大橋の供用開始。
- 2010年（平成22年）9月30日 - さいたまスーパーアリーナ内のジョン・レノン・ミュージアムが閉館。跡地は多目的スペース「TOIRO」として、2012年4月にリニューアルオープン。
- 2013年（平成25年）10月26日 - 自転車ロードレースのツール・ド・フランスさいたまクリテリウムが初開催。
- 2015年（平成27年）
  - 4月24日 - 「コクーン2」グランドオープン。コクーン新都心がコクーン1に名称変更。全体の名称がコクーンシティとなる。
  - 11月15日 - 新都心を起終点とするさいたま国際マラソンが初開催。
- 2016年（平成28年）8月31日 - さいたま赤十字病院と埼玉県立小児医療センターが竣工（小児医療センターは12月27日に、赤十字病院は2017年1月1日にそれぞれ開院）[7]。
- 2017年（平成29年）6月13日 - 「JRさいたま新都心ビル」がグランドオープン。

## 各街区における計画の推移
さいたま新都心は、2000年（平成12年）の「まちびらき」から数年のうちに各街区が開発されたが、完成まで10年以上かかったものもある。

### 4街区

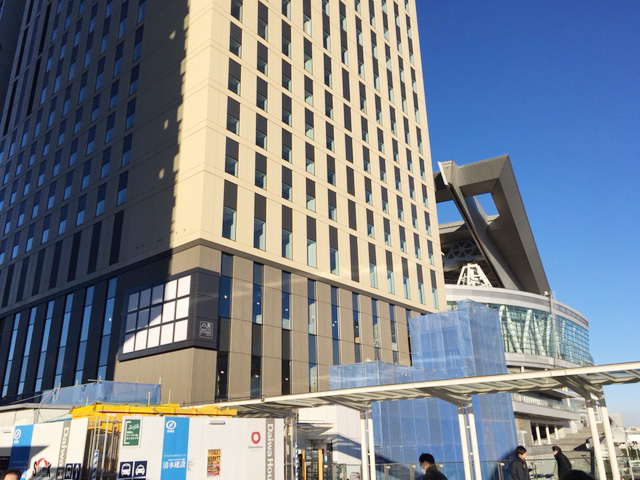
JRさいたま新都心ビル（建設中）

4街区の北東角地（NTTドコモさいたまビルの隣）は、JR東日本により、複合ビル「JRさいたま新都心ビル」（高さ96.83 m・地上20階地下2階）が建設された。地下に駐車場、地上に保育所、低層にレストランや商店、中層にホテル（ホテルメトロポリタンさいたま新都心）、高層にオフィス（主に建設した大和ハウスグループが入る）、最高層に結婚式場が入居する。計画は2014年（平成26年）11月に発表され、2015年（平成27年）5月に着工、2017年（平成29年）6月13日に開業した。
かつては、JR東日本が「（仮称）さいたま新都心ホテル」として25階建て・高さ100 mの高層ホテルを建設する予定であり、当初計画では2001年（平成13年）着工、2003年（平成15年）の開業を予定していた（当時発行の地図にも建設中として描かれている）が、着工直前に中断、以後は空き地のまま放置され、資材置き場となっていた。階層は低くなっているが、約15年経ってようやくの実現となった。

### 8-1A街区

#### さいたま新都心医療拠点整備

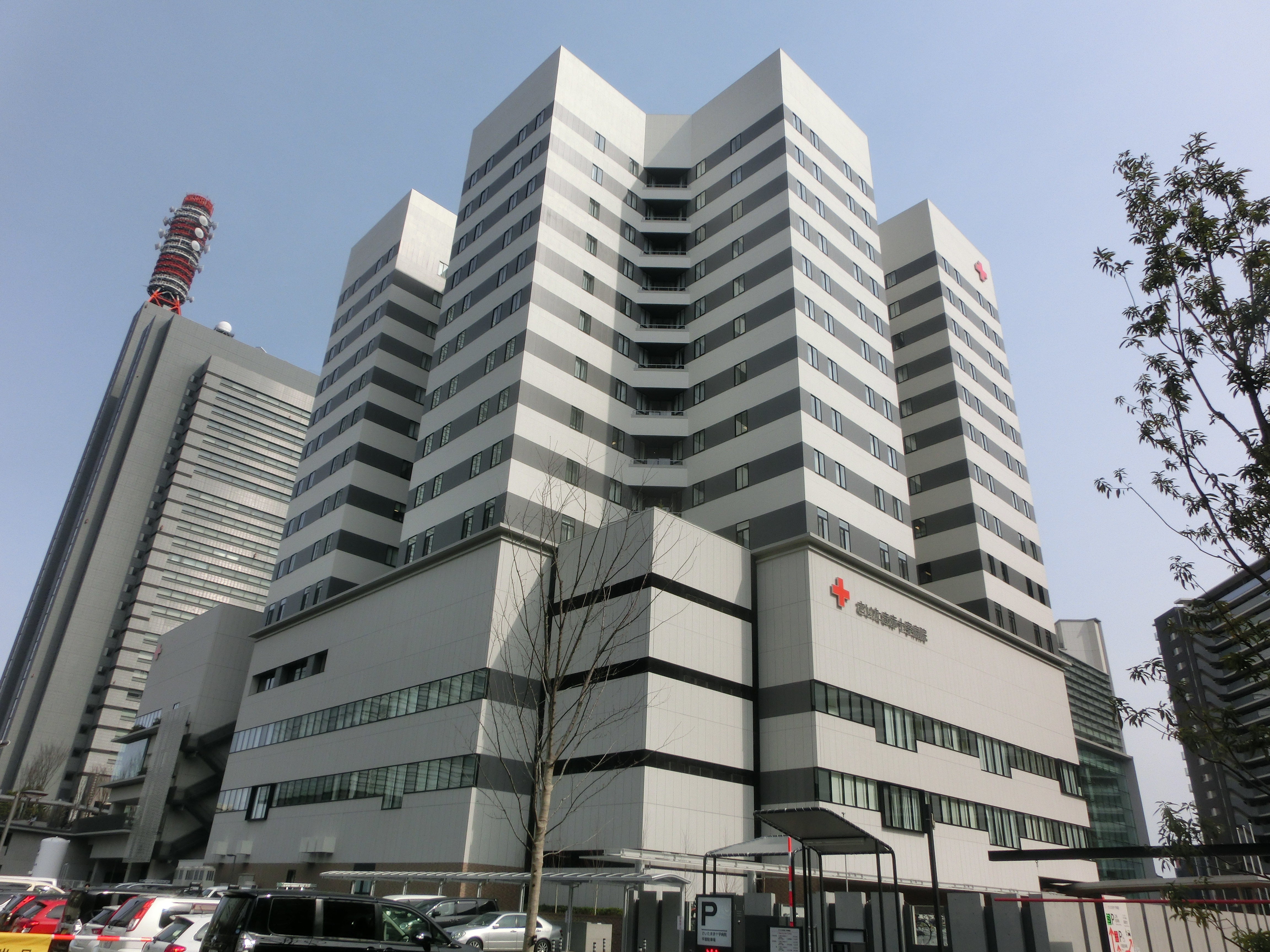
さいたま赤十字病院

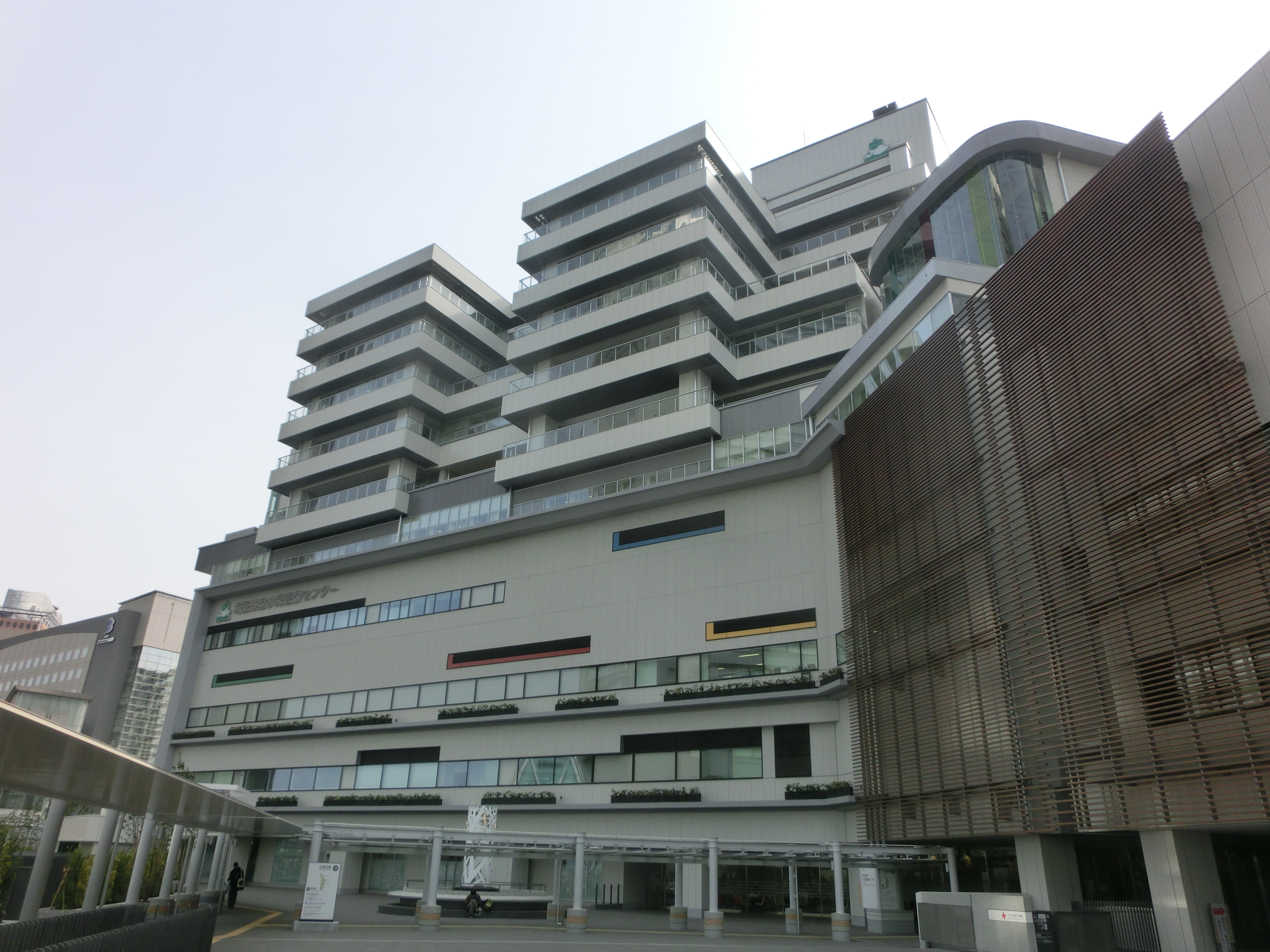
埼玉県立小児医療センター

2011年（平成23年）より、埼玉県とさいたま市は、8-1A街区において、同市中央区のさいたま赤十字病院（605床）と岩槻区の埼玉県立小児医療センター（300床）の移転を行い、2016年度に開院した。
目的
当時、両病院とも2015年度までの老朽更新・耐震化が必要とされていること、県南部の高度医療（3次救急）を担う赤十字病院と、小児医療専門病院を隣接して設置することで地域医療の充実を図ること、東日本大震災を受け、防災基地機能を持ち、大規模避難施設となる「さいたまスーパーアリーナ」や、国の官公庁が入る合同庁舎が並ぶ地域に災害拠点病院の赤十字病院などを置くことで、被災者への迅速な救急救命医療を実施するなど、広域防災拠点の強化につなげることを目的として、統合移転に近い形で、さいたま新都心に移転設置することとした。
建物概要
敷地の北側（1.4 ha）に赤十字病院（地上14階地下1階、高さ78 m）、南側（1 ha）に小児医療センター（地上13階地下2階、高さ70 m）が置かれている。両病院は別の建物であるが、地下1階から地上2階、4階から6階が渡り廊下で連結されている。
1階には救急車搬送に対応した救急救命設備を別個に置いている。外来受付は2階に別個に置くが、外来用エントランスは、他の街区や駅に接続するペデストリアンデッキに面した、両病院の間に置いて共用している。また2階には、新都心の賑わい創出に貢献するため、デッキに面して店舗を併設する一方、デッキ自体は災害時のトリアージの実施スペースとするため、広く確保されている。両病院共に4階に手術室、6階等に会議室や図書室、研修施設を合わせて設置して、双方の医師やスタッフの連携を行う。院内保育所、職員の食堂やラウンジは共同利用とし、地下1階のサービス車両動線も共用している。
それぞれの上層階に置かれる一般病室は、赤十字病院が632床、小児医療センターが316床にそれぞれ拡充された。また一部屋あたりを拡大し、バルコニーやテラスを緑化、屋上庭園の設置などを行い、居住性が改善された。小児医療センターでは、患者の家族用宿泊室を「ドナルド・マクドナルド・ハウス さいたま」として7室に増加、外来用待合室やラウンジも拡大した。
赤十字病院の屋上にはヘリポートを設置し、救急・防災ヘリコプターで運ばれるような特殊な患者に対応し、救命集中治療室 (ICU) を増強して、高度救命センターを目指す。また一般病室の個室化の拡大、がん治療能力の拡大が行われる。
小児医療センターには、埼玉県施設として以下の施設が併設される。
- 埼玉県立けやき特別支援学校（埼玉県立岩槻特別支援学校の移転）
- 埼玉県発達障害総合支援センター
- 埼玉県総合医局機構 地域医療教育センター
- 埼玉県立大学大学院サテライトキャンパス
- 埼玉県消防学校 救急救命士養成過程
- 災害時の被災者支援機能（被災者救済のための情報収集・関係各署との事務調整）

経過
- 2011年（平成23年）
  - 5月20日 - 埼玉県が8-1A街区に、さいたま赤十字病院と県立小児医療センターの移転を検討していることが新聞各紙で報道された。
  - 6月2日 - 埼玉県知事公館において、上田清司埼玉県知事と清水勇人さいたま市長が共同で記者会見、土地を所有するUR都市再生機構・県・市と日赤本部（県支部長は上田知事）が基本計画に合意し、正式決定したと発表した。
  - 12月 - 赤十字病院の基本設計に着手。
- 2012年（平成24年）
  - 7月 - 小児医療センターの基本設計に着手。
  - 11月 - 8-1A街区の都市再生機構所有分（約1.46 ha）を県と市が取得（県1.23 ha、市0.23 ha）し、県が小児医療センター用地全部と赤十字病院用地の一部、市が赤十字病院用地の一部を所有することとした。
- 2013年（平成25年）1月 - 両病院の実施設計に着手。
- 2014年（平成26年）2月16日 - 両病院の建設着手。
- 2016年（平成28年）
  - 8月31日 - 両病院が竣工。
  - 12月27日 - 小児医療センターが移転開院。
- 2017年（平成29年）1月1日 - さいたま赤十字病院が移転開院。

その他
- さいたま市は、清水市長主導で「MNDさいたま計画」（後述）で設置する予定だった「こども・多世代ふれあい広場」（サッカープラザ計画撤回時に代替として示した案）に代わる機能を持つ施設（病院との整合性を持つもので、保育・子育て支援・子ども図書館・ボランティア活動支援の4案を検討）を、小児医療センター内に設置する予定としていたが、小児医療センターに入院している子供達への感染症の影響を鑑みて、施設内には置かず、外部に建設することとした。
- 赤十字病院の用地は県と市が赤十字に貸与し、赤十字は旧病院の土地を賃貸して費用を捻出する方針をとり、2016年に島忠との間で40年間の賃貸契約を結んだ。建物移転・建設費用は県と赤十字病院がそれぞれ負担する。島忠は2019年、跡地に本社併設の店舗を開店した。
- 小児医療センターは地元の移転反対運動に応え、一部機能を現在地に縮小して残し、「小児医療センター附属岩槻診療所」として2018年3月31日まで運営された。4月1日から、センターおよび特別支援学校の跡地に、県が設置して社会福祉法人が運営する公設民営方式の医療型障害児入所施設「カリヨンの杜」が開設された。

#### 過去の計画

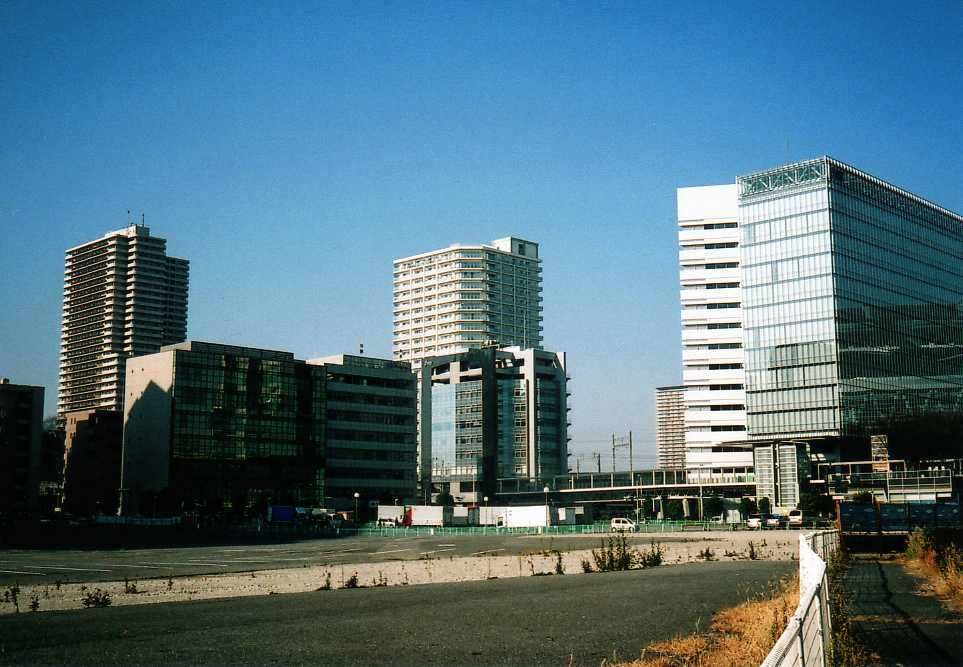
駐車場が広がっていた8-1A街区（2008年）

新都心の「シンボル的な業務商業地区」としていた8-1A街区（南側中核施設群、都市再生機構が約1.46 ha・埼玉県が約0.74 ha・さいたま市が約0.2 haを保有する約2.4ha）は、まちびらき以前よりシンボルとなる超高層ビルの構想があり、1998年（平成10年）には県が高さ531 mの超高層ビルの建設構想を発表したが、景気低迷で実現せず、街びらきから10年以上も空き地のままで、臨時駐車場として活用された。

##### さいたまタワー計画
埼玉県・さいたま市は、2004年（平成16年）に、地上デジタル放送用の600 m級電波塔「さいたまタワー」の誘致活動を開始し、東京都墨田区とともに有力候補とされていたが、地上の住宅等への電波障害が約14万世帯に及ぶと想定され、これは墨田案より約7倍の規模に達し、その対策費用もより巨額になることなどを理由に落選、2006年（平成18年）3月31日に在京民放6社とNHKが、東京都墨田区の東武鉄道本社隣接地の貨物駅跡にタワー（東京スカイツリー）建設を決定して、計画だけで終了となった。

##### 「MNDさいたま」の計画
さいたまタワーの選考に敗れた後、埼玉県・さいたま市・都市再生機構はシンボル高層ビルを各企業団に対して募集した。
8-1A街区の土地利用方針の基本目標を「人・物・情報が行き交う高次複合機能拠点」として、高次の業務集積（首都機能の一翼を担う業務拠点）、にぎわいの創出（回遊性のある街）、シンボル性（さいたま新都心の顔づくり）、ビジネス支援（交流・人材育成）、安心・安全・生活支援（ゆとり・くつろぎ・文化創造）の5つを重点とし、開発事業者の選定方法は提案重視型公募とした。
具体的な導入すべき都市機能としては、民間事業者が担う機能として、業務核都市にふさわしいオフィスビル・回遊性と魅力ある商業施設・民間事業者の創意工夫による眺望性やシンボル性など付加価値を高める機能、埼玉県が担う機能として、さいたまスーパーアリーナを補完をするコンベンション施設（中規模展示場・イベントホール・会議室・公共駐車場など）、さいたま市が担う機能として、新たなにぎわい創出の拠点となるとともに鉄道博物館などとの連携が図れる集客性が高い施設（さいたま市のサッカー文化を全国に情報発信し、さいたま新都心における賑わいを創出する「サッカーミュージアム」を前提として、公募における応募者の提案を踏まえ導入機能を最終決定）を、それぞれ整備することとした。
2007年（平成19年）の募集により、「MNDさいたま」（三菱地所・新日鉄都市開発・大栄不動産の3社によるグループ）、三菱商事・丸紅グループ、大和・オリックス不動産グループの三者の提案を受け、同年内に「MNDさいたま」の提案に決定し、2008年（平成20年）5月20日に契約した。開発主体として、「MNDさいたま」を構成する企業グループが出資する「さいたま新都心開発特定目的会社」が設立され、また構成企業として鹿島建設が新たに参加した。
提案された建物の概要
発表された概観図によれば、高層ビルと公共公益棟（コンベンション施設）、デッキ式の重層広場で構成されている。高層ビルは街区の北西角地に立地し、オフィスビルとしては埼玉県内最高の高さ186 m・地上38階地下1階となる。公共公益棟は高層ビルの南側に立地し、埼玉県の計画する各種施設と5階にさいたま市の「（仮称）サッカープラザ」が入る。高層ビルの東側には、重層デッキ式の公共広場があり、屋上のフットサル競技場との間に大階段が造られる。既存施設との間では、すでに8-1A街区を結ぶデッキが完成済みであり、けやきひろば、合同庁舎1号館、2号館、ホテルブリランテ武蔵野とそれぞれ結ばれる（デッキを通して新都心駅・北与野駅とそれぞれつながる）。また公共広場は東側の「月のひろば」と下層部で一体化する。
さいたま市サッカープラザ
さいたま市は、8-1A街区に所有する土地（0.2 ha）を事業者と等価交換して得た公共公益棟の5階（3.1 ha）に、「サッカーのまち・さいたま」を代表する施設として「（仮称）サッカープラザ」（計画時はサッカーミュージアム）を設置する。2010年（平成22年）1月着工、2013年（平成25年）5月開業予定とされた。施設は全体を体験体感・にぎわい・展示・情報の4ゾーン8エリアに分けるとした。Jリーグを観戦できる大型ビジョンや地元メディアのサテライトスタジオとしても活用できる「スタジアムエリア」、サッカー関連書籍・映像資料を収集する「ミュージアムエリア」、実際にボールを蹴り、バーチャルでサッカープレーを体感できる「アクションエリア」、サッカーを科学的に分析探求し、また年代別の指導者育成を目指した講習を行う「ラボラトリーエリア」、Jリーグの試合を観戦しながら食事できる「レストランエリア」などで構成され、6階（屋上2.3 ha）には人工芝のフットサルコート2面とシャワー室・更衣室を整備し、イベント会場としても活用することとされた。
建設中止へ
当初、2009年（平成21年）12月の着工、2012年（平成24年）12月の竣工予定だったが、埼玉県とさいたま市は、当初は171 m・36階建ての計画だったビルについて、「県内最高層」とすることを要求したことから、高さ186 m・地上38階に積み増しされた。この計画変更により、2013年（平成25年）5月の竣工に延期された。次いで、2009年のさいたま市長交代によって市のサッカープラザ計画が不透明になり、着工が1年前後遅れることとなった。
この間に、2008年末からのリーマンショックによる不況で、不動産市況は悪化していた。企業グループが計画の見直しを求めた事から、2010年（平成22年）6月まで県・市・機構・企業グループの間で協議が行われてきたが、企業側がビルの規模を大幅に縮小することを要望したため合意に至らず、同年7月5日に計画の白紙撤回が発表された。
経過
- 2007年（平成19年）
  - 6月15日 - 募集要領配布開始。
  - 9月14日 - 応募受付。
  - 10月 - 有識者等の審査委員会による審査。
  - 11月 - 開発事業者選定結果の公表（優先交渉者を「MNDさいたま」とする）。
  - 12月 - 都市再生機構・埼玉県・さいたま市と「MNDさいたま」が基本協定を締結。
- 2008年（平成20年）
  - 2月 - 都市再生機構と「MNDさいたま」が土地譲渡契約を締結する。
  - 5月20日 - 都市再生機構・埼玉県・さいたま市と「MNDさいたま」および「さいたま新都心開発特定目的会社」が正式に契約。
  - 7月31日 - 県・市と「さいたま新都心開発特定目的会社」が等価交換協定をそれぞれ締結。
- 2009年（平成21年）
  - 3月 - 埼玉県・さいたま市議会での議決後、「さいたま新都心開発特定目的会社」と埼玉県・さいたま市で財産交換契約を締結。
  - 5月 - さいたま市長選挙でサッカープラザ計画見直しを主張した清水勇人が当選し、計画の撤回を表明。
  - 10月 - 埼玉県と企業グループが着工を1年から14カ月程度延期することを決定。
  - 11月 - 企業グループが不動産市況の悪化を理由として、計画の見直しを要請。
  - 12月25日 - 翌年7月22日まで協議期間を設けることで合意。
- 2010年（平成22年）
  - 6月2日 - 企業グループが、高層ビルを高さ100 m20階程度、延べ床面積も当初計画の2 - 3割に縮小し、県と市がビルの半分を賃借する条件をつけた最終見直し案を提示。
  - 6月28日 - 県と市が最終見直し案を拒否する回答。
  - 7月2日 - 企業グループが事業からの撤退を要望。
  - 7月5日 - 県・市・機構が共同で計画の白紙撤回を発表。企業グループも正式に撤退を表明。
- 2011年（平成23年）
  - 2月 - 企業グループが県に対し和解金2億6000万円、市に対し9900万円を支払うことで双方は和解に合意し、本計画は解消した。
  - 8月 - 「さいたま新都心開発特定目的会社」が解散。

## 計画区画と隣接する地区

### さいたま新都心西地区
新都心6街区と、新幹線・埼京線高架橋をはさんで西側の国道17号に面した区画（中央区上落合一丁目、1.4 ha）では、新都心の都市計画道路新設にあわせ、埼玉県によるさいたま新都心西区画整理事業が行われた（事業期間1998年度 - 2001年度）。新都心と、先行して再開発が進められた北与野駅周辺地区（アルーサ北与野）の間をつないでおり、一体化した都市を形成している。ただし、電線の地中化は行われていない。地区内には以下の施設がある。
- 「パークハウスさいたま新都心ミッドタワー」 - 2005年（平成17年）に竣工した高層マンション。三菱地所分譲、戸田建設施工。地上86.95 m、地上25階地下1階。JR社宅跡地に建設された。
- あいおいニッセイ同和損害保険さいたまビル（地上8階） - 道路拡張により八幡通り交差点の斜向かいから移転した。
- トヨタカローラ新埼玉ショールーム

### 上木崎一丁目地区

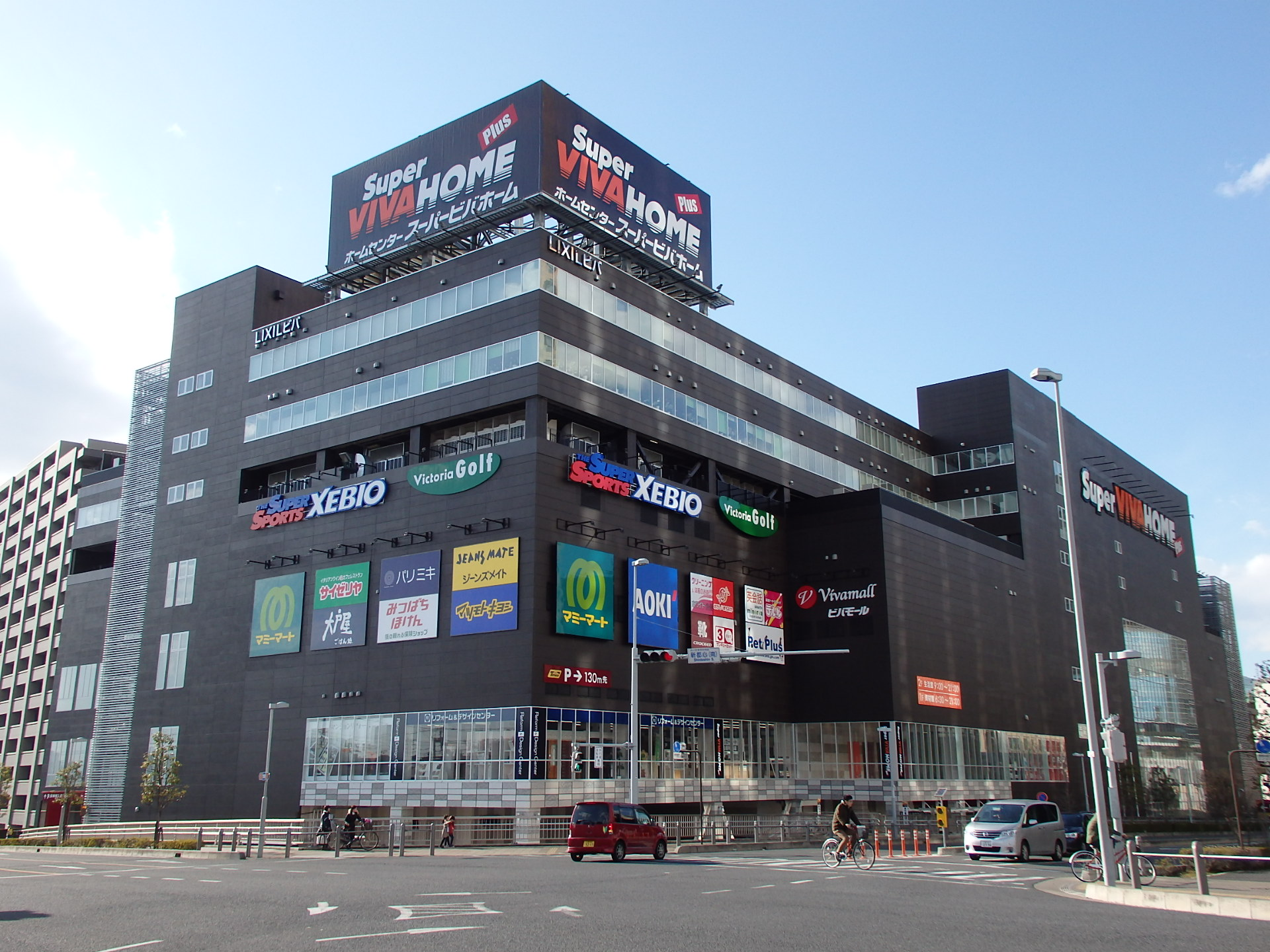
上木崎一丁目地区のビバモールさいたま新都心

新都心8-3B街区と、西大通りを挟んで対面した西側一帯の地区（浦和区上木崎一丁目、4.16 ha）では、2002年（平成14年）まで存在した日本信号与野事業所跡地周辺で、区画整理組合により上木崎一丁目土地区画整理事業が行われた（事業期間1999年度 - 2003年度）。地区内に以下の施設がある。
- 「アリーナガーデン」 - 2004年（平成16年）10月に、区画の西半分（西ゾーン）に有楽土地・鹿島建設・近鉄不動産分譲、大成建設・鹿島建設施工で完成した地上15階建て、384戸の大型マンション。同時に幅の広い公共歩道・公園や周辺道路も整備された。
- ビバモールさいたま新都心（地上7階） - 2014年（平成26年）12月3日に、区画の東半分（東ゾーン、新都心との間の1.9 ha）に開店したショッピングモール。2012年（平成24年）に日本信号とLIXILビバ（当時）が土地の賃借契約を交わし、ホームセンター「スーパービバホーム」を中心とするショッピングモールを建設、本社も2014年11月10日に上尾市から移転併設した（2022年9月よりアークランズ関東本部）。東ゾーンは地区計画により商業地域に転換され、開発を待っていたが、日本信号が保有したまま長く臨時駐車場として利用されていた。
- CTIさいたまビル（地上5階） - CTI建設技術研究所の自社ビル。アリーナガーデンと区画道路を挟んで対面した、飛び地のような区画にある。

### 北袋町1丁目地区

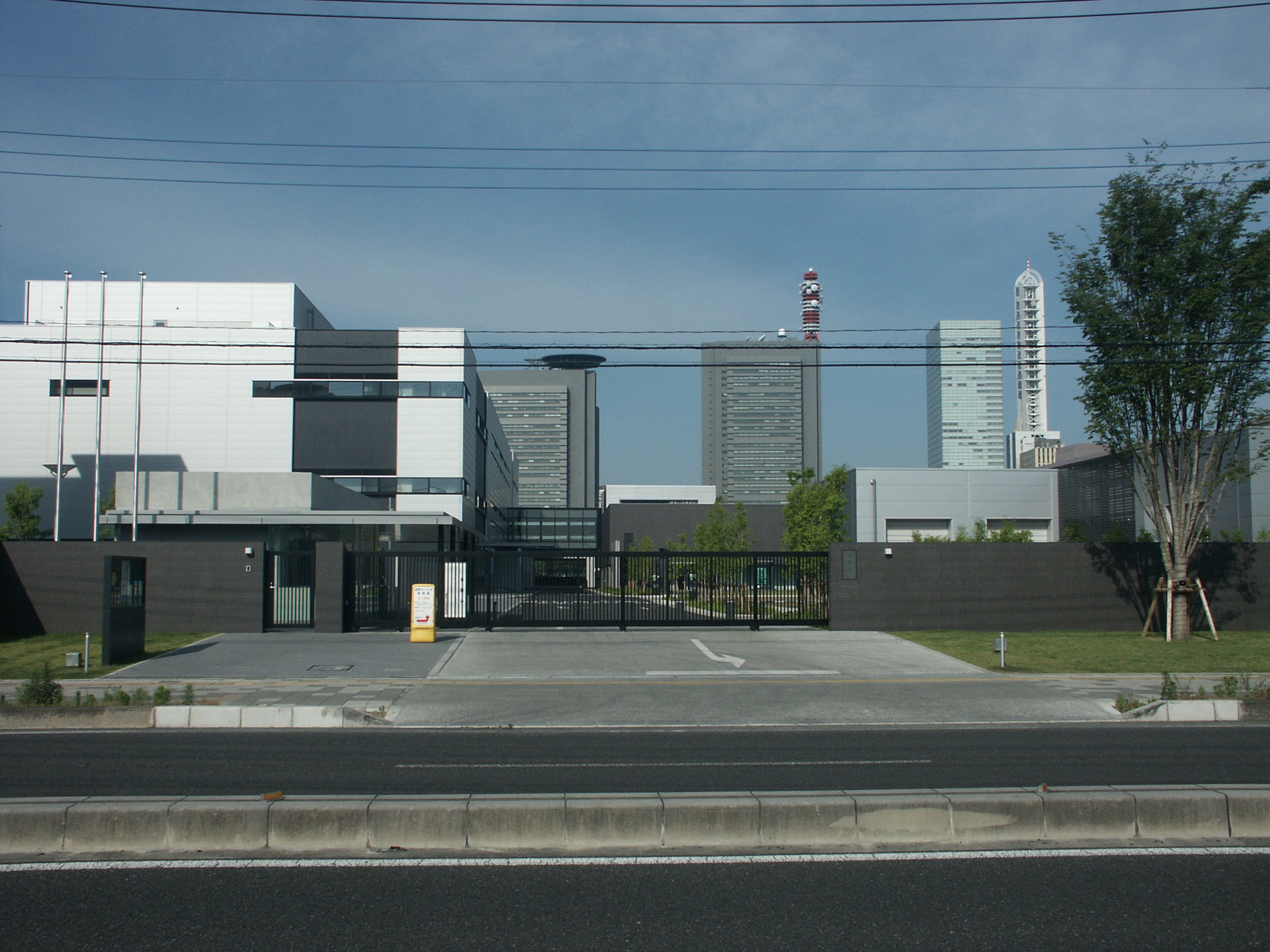
造幣局 さいたま支局

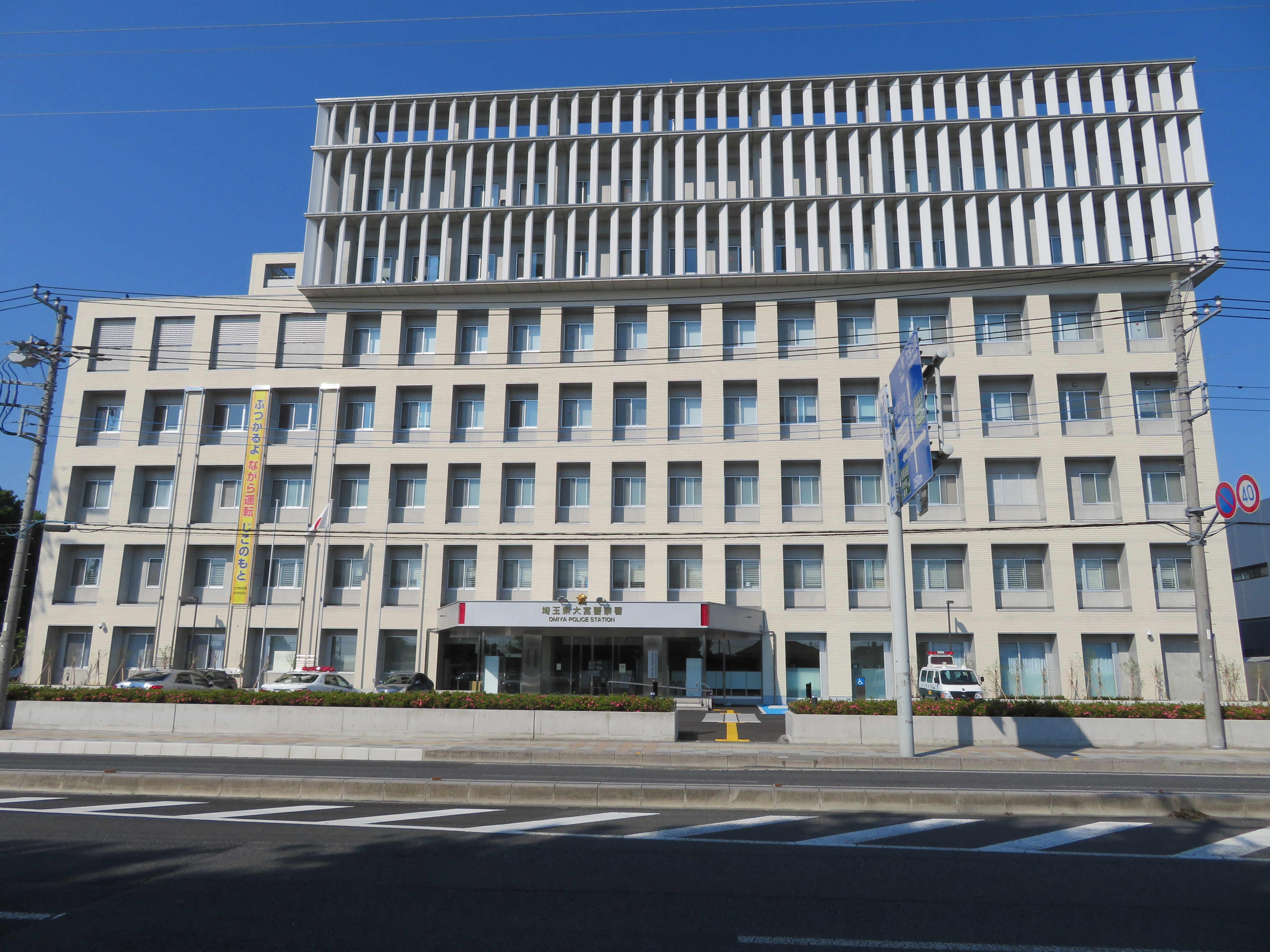
埼玉県大宮警察署

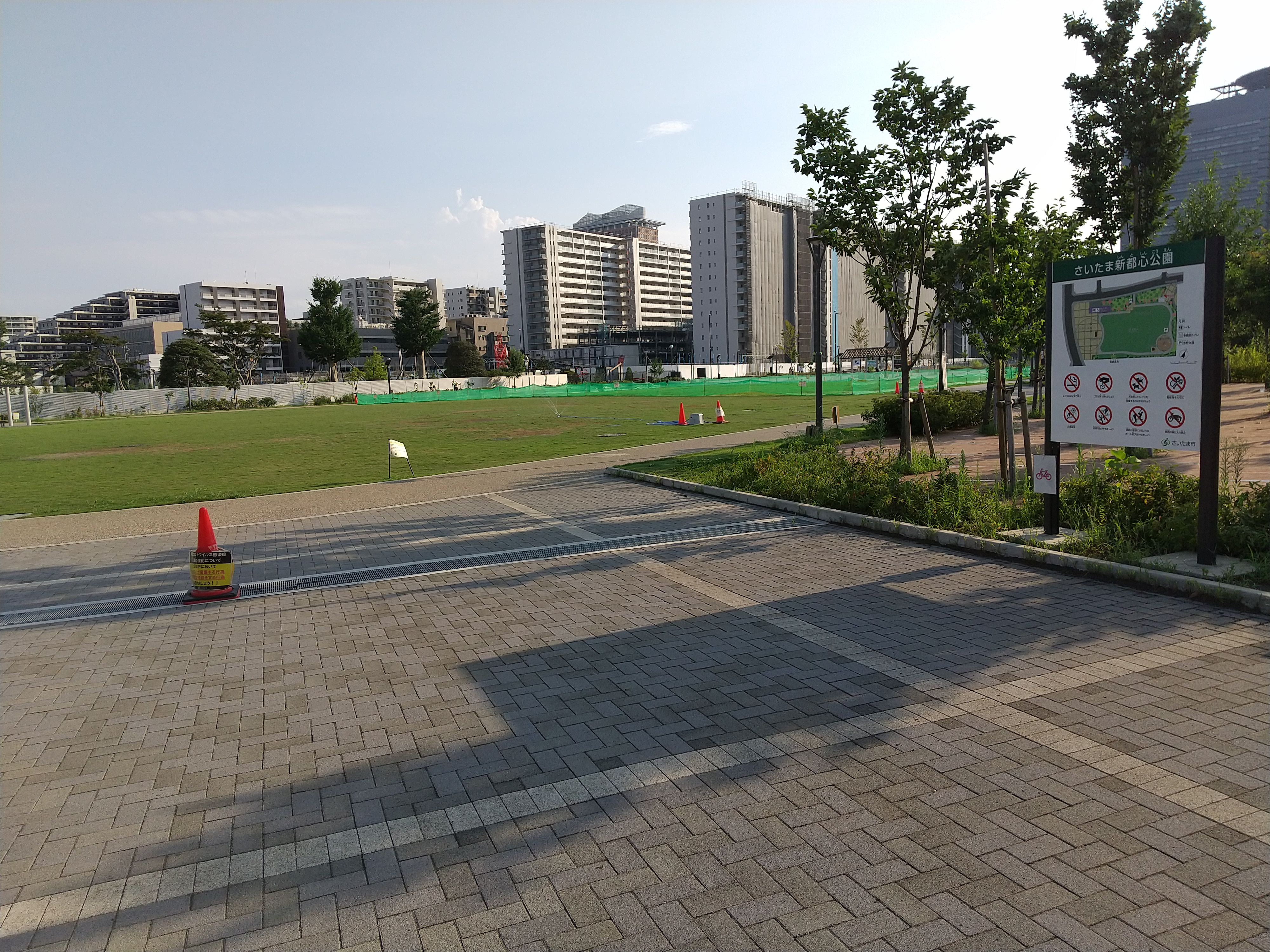
さいたま新都心公園

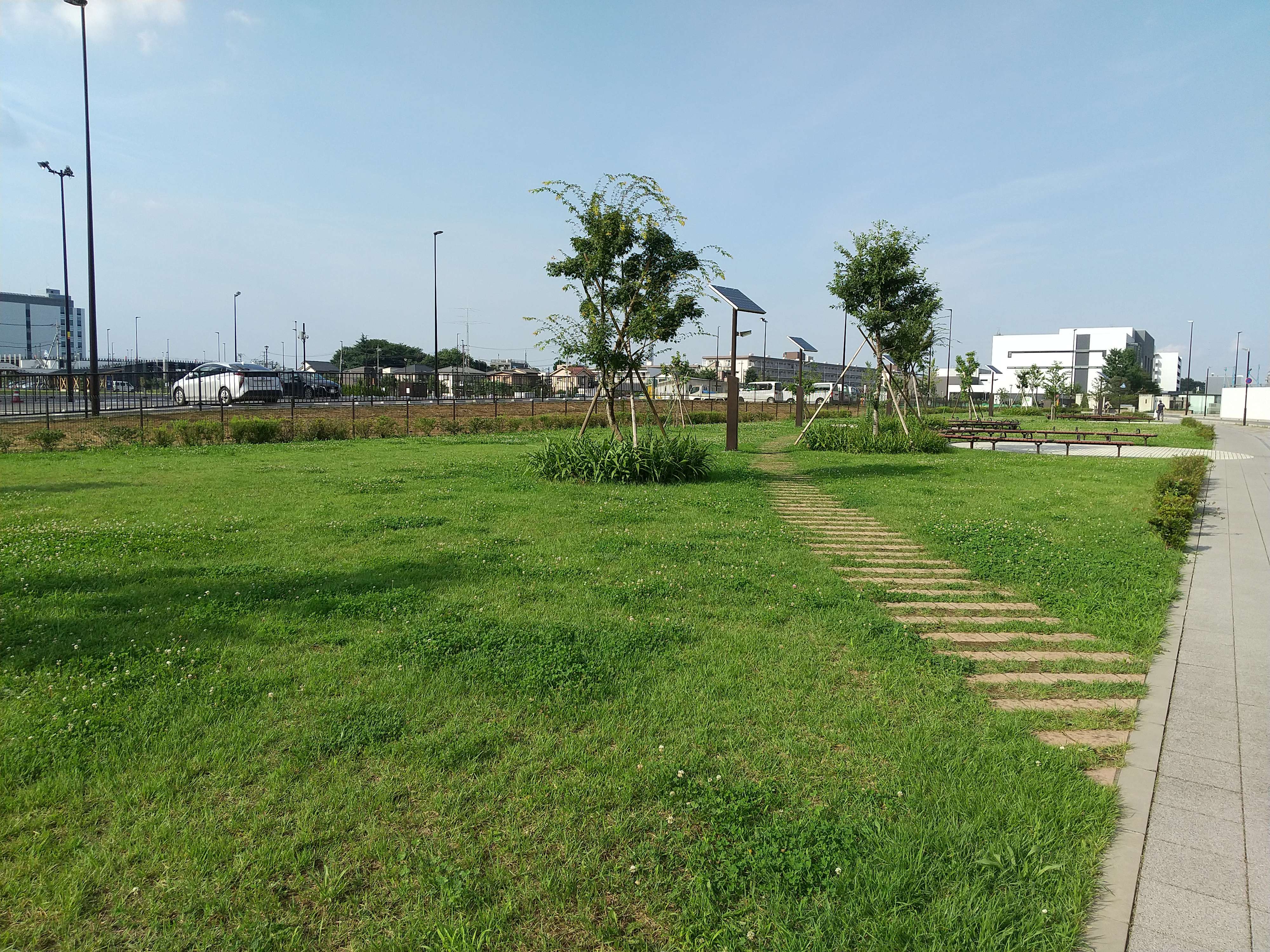
新都心みどり広場

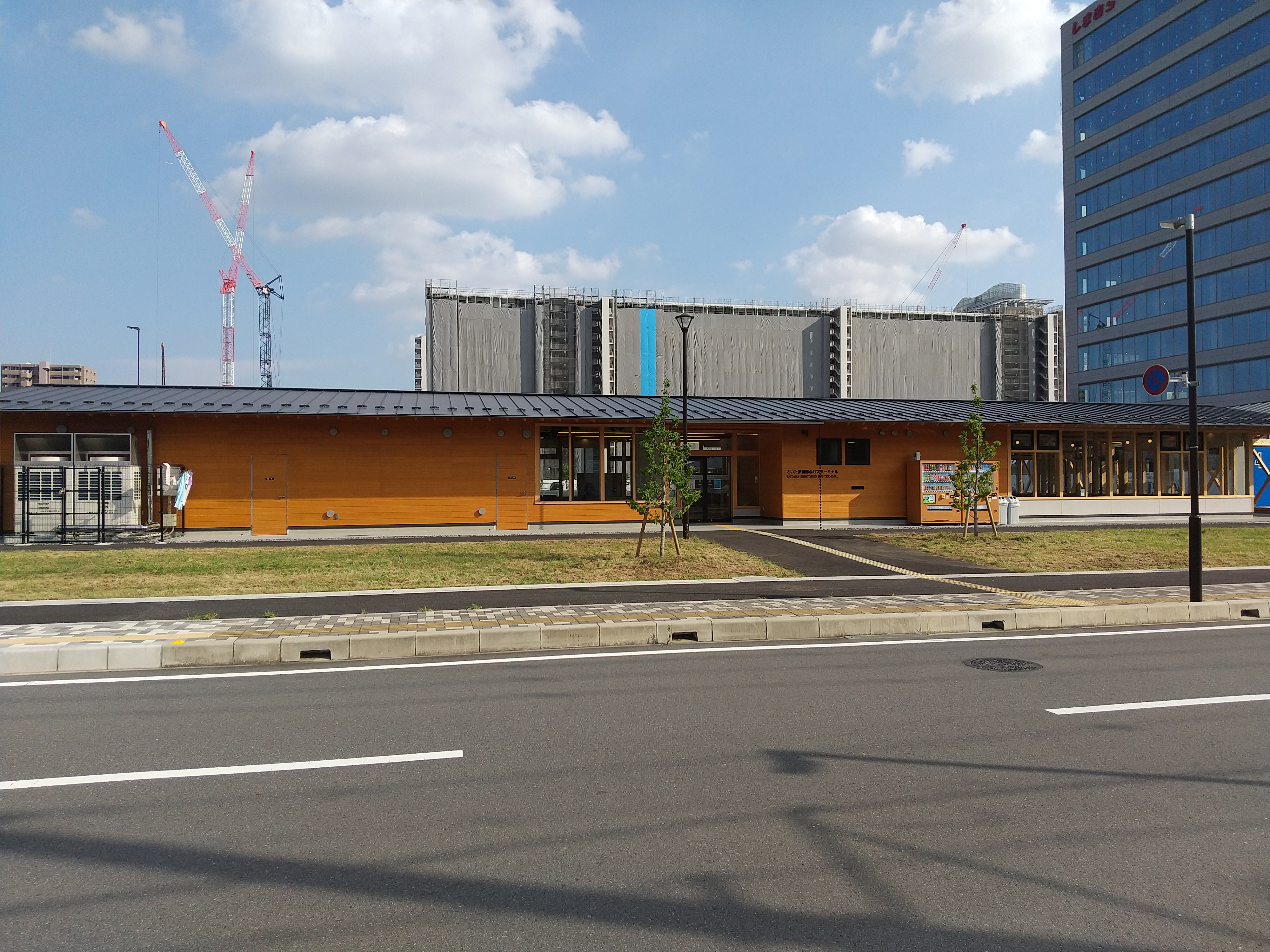
さいたま新都心バスターミナル

新都心東側地区の南側（大宮区北袋町、三菱マテリアル・総合研究所跡、約15.2 ha）では、新都心との一体的整備を目指した北袋町1丁目土地区画整理事業（事業期間2015年度 - 2017年度）が行われた。総事業費は約45億円。当初は三菱マテリアルの単独事業で、都市再生機構が事業コーディネーターとして関わる形だったが、後に土地を購入した企業も参画した形に改められた。
区画整理事業対象は跡地のうち、先行して売却した造幣局さいたま支局、埼玉県大宮警察署、都市再生機構が整備し市に譲渡した防災都市公園（さいたま新都心公園）用地を除く11.7 haで、南側の約2.5 haを自社用地とするほか、さいたま新都心駅に近い西側の旧中山道側約6 haを民間向けの商業・業務地区に、さいたま新都心公園に隣接した北側の約1.5 haを市の公共公益施設（バスターミナルなどを計画）にすることとし、区画街路の新設と周辺道路の拡幅、街区公園の整備も行われた。
推移
2000年（平成12年）に三菱マテリアルより、研究所の整理縮小と再開発の方針が発表されたが、研究所敷地から放射性物質が検出されたため、長期間の土壌浄化が実施された（三菱マテリアル総合研究所#原子炉と訴訟）。三菱は当初、敷地の北半分を再開発する方針であったが、汚染が敷地全体に広がっていたことから、業務を大幅に縮小して敷地内の建造物の大半を撤去し、土壌浄化を行った。2012年（平成24年）度に浄化を終え、自社用地（当初2.3 ha、後に2.5 ha）を除く敷地の大半を売却する方針を発表した。同年9月には、敷地の東部を造幣局と埼玉県警に売却した。
2015年（平成27年）3月30日に自社単独による土地区画整理事業が都市計画決定され、6月5日に事業計画が決定して着工した。同年3月中には、敷地を南北に貫く道路の予定地に仮設の歩行者道路が開放され、敷地の暫定活用として、2014年（平成26年）からは自転車レース「ツール・ド・フランスさいたまクリテリウム」のイベント、2016年（平成28年）9月には「九都県市合同防災訓練」に提供した。2017年7月までに道路等のインフラ工事が完了し、11月7日に全ての道路と街区広場3カ所が開放された。
土地利用
2021年（令和3年）12月時点で、以下の施設が建設された。
- 三菱マテリアルさいたま総合事務所・グループ研修センター・汚染物質保管施設（約2.5 ha） - 地区南側の中央付近に建設された。研修センターは2010年（平成22年）に竣工、地上7階・地下2階で、自社と子会社のオフィスと社員の研修施設・宿泊施設などの福利厚生施設が入る。
- 独立行政法人造幣局さいたま支局・造幣さいたま博物館・職員住宅（約2 ha） - 2012年（平成24年）9月に豊島区東池袋から東京支局・造幣東京博物館を移転することが発表された。地区東端の産業道路沿いに建設され、2016年（平成28年）10月3日操業開始・開館[12]。
- 埼玉県警察新都心統合庁舎（約1 ha） - 老朽化した土手町の埼玉県大宮警察署と県警の鑑識課・科学捜査研究所を統合した鑑識科学捜査センターを集約移転したもの。造幣局移転発表直後に、移転することが発表された。造幣局の南側、三菱マテリアル施設の東隣に建設されて、2017年（平成29年）11月27日に業務を開始した[13]。
- さいたま新都心公園（約1 ha） - 耐震性貯水槽、管理人詰所・防災備蓄倉庫・トイレが一体となった管理施設などを配した防災公園として都市機構が整備し、完成後に市へ譲渡。2018年（平成30年）10月27日に供用開始した[14]。
- 街区広場3カ所（新都心まちかど広場、新都心さくら広場、新都心みどり広場）
- さいたま新都心バスターミナル（約1.5 ha）
さいたま市が2017年度補正予算にて約57億5000万円で取得。2019年10月に観光バス駐車場を共用開始。2020年6月に仮設（木製）の長距離バス乗り場・待合室・タクシー乗り場併設の簡易バスターミナル建屋と、一般車駐車場を開設した[15]。
今後、本設施設の建設を検討するが、将来のさいたま市役所本庁舎の移転先の候補地の一つに選定されていた。2021年2月に市長の清水勇人は「2031年を目処に当地への移転を目指す」ことを表明している。本庁舎建設が決定した際には、バスターミナルの機能はそのまま残し、さいたま新都心駅と歩行者デッキで接続することも検討されている[16][17]。さらに、2022年4月22日の清水による定例市長会見で、さいたま市議会に対し「『4月臨時会』を招集し、市役所の位置を記した条例の改正案を『市長提出議案』として上程する」ことが発表され、この臨時会で、特別多数議決議案で必要な議長も含む出席議員の3分の2以上の賛成が得られて可決された事により、2000年に旧3市間で調印した「合併協定書」の内容が、20年以上の時を経て具体化されることとなった[18]。
- しまむら - 2015年9月29日に本社移転用地として敷地北西の区画（旧中山道側1.5 ha）を89億円で取得した。地上12階地下1階の本社屋と、地上5階の店舗棟（さいたま新都心ファッションモール）の2棟を建設。本社屋は2021年1月24日に完成と同時に新本社での業務を開始。店舗棟は同年2月に完成。なお、店舗棟にはしまむら・アベイル・バースデイが入居し、同年3月24日にアベイル・バースデイ、25日にしまむらが開店。
- 「SHINTO CITY（シントシティ）」- 敷地南西の約1.88 haに、東京建物株式会社、住友不動産、野村不動産、住友商事、近鉄不動産、東急不動産が参画して地上15階建てマンション8棟（総計画戸数は約1400戸）を建設。2018年9月末に第1・2街区を着工し、2021年中に第3街区まで全て完成。旧称は「さいたま市大宮区北袋町1丁目計画」。

また、以下の施設の建設が予定されている。
- エンプラス - 2016年4月にしまむら南側の用地を取得。「（仮称）さいたま新都心イノベーションセンター」（地上2階、研究所・事務所）を当初計画では2020年12月着工、2022年1月竣工予定。

### その他
- 「イトーピア与野ステーションコート」

赤山東線（新都心大橋）を隔てた南側の鉄道線路沿いの旧国鉄用地（浦和区上木崎）に建設された大型マンション。1999年（平成11年）2月に竣工した。伊藤忠都市開発分譲、地上17階建て、113戸。公開空地扱いの歩道が整備されている（隣接する公道には歩道がない）。
- 「シティテラスさいたま新都心」

2007年（平成19年）12月末に竣工し住友不動産が分譲した398戸のマンション。7街区の南側、8-1A街区と西大通りを挟んで対面した西側のJR社宅跡地（中央区上落合）に所在。地上59.99m、地上19階建て。敷地外周は広い歩道が整備されている。西隣には住友不動産が1970年代に手がけた日本初の高層マンション「与野ハウス」がある。
なお、「シティテラスさいたま新都心」の南端から「ビバモールさいたま新都心」の間は、既成の戸建て住宅地に接しているため、西大通り沿いに境界フェンスが設けられている。

## 交通

### 鉄道
- さいたま新都心駅:JR東日本京浜東北線、宇都宮線・高崎線（上野東京ライン）
- 北与野駅: JR東日本埼京線（北与野デッキで連結）
- 与野駅: JR東日本京浜東北線（日本郵政ビル、さいたま新都心郵便局など等への最寄り）

### バス
- さいたま新都心バスターミナル（2020年6月開業）[19]

### 道路
- 首都高速道路: 埼玉新都心線 新都心出入口（新都心西出入口は大宮駅の最寄り出入口となり、さいたま新都心からやや離れている）
- 国道17号（与野大宮道路）